# Hermione (2014)
La Hermione es una réplica del navío de guerra francés homónimo que estuvo en servicio entre 1779 y 1793. Su reconstrucción comenzó en 1997 en el arsenal de Rochefort y fue botada el 7 de septiembre de 2014.
Tras zarpar el 18 de abril de 2015 hacia los Estados Unidos, alcanza sus costas en Bodie Island (Carolina del Norte) el 31 de mayo. Tras diversas escalas a lo largo de la costa americana, la primera en Yorktown el 5 de junio, regresa a Francia, llegando a Brest el 10 de agosto.
El 29 de agosto de 2015, vuelve a su puerto de amarre en Rochefort, que la recibe organizando una gran celebración de reconstitución histórica.
Los miembros de la tripulación proceden de la más diversas profesiones y han sido preparados para aprender a ser marinos del siglo XVIII.

## LaHermione(1779)
La Hermione de 1779 es famosa por haber conducido al Marqués de La Fayette a los Estados Unidos para unirse a los insurgentes americanos en su lucha por la independencia.

## La reconstrucción
La voluntad de la Asociación Hermione-La Fayette era la de reconstruir con la mayor fidelidad posible (reduciendo al mínimo las adaptaciones necesarias) la fragata original, un navío de tres palos de más de 65 m de eslora, con 1200 m² de superficie vélica y un casco realizado completamente en roble.
Dado que los planos originales del barco habían desaparecido, para construir la réplica se tomaron como referencia los planos de la Concorde, su fragata gemela, y se realizaron las modificaciones necesarias para adaptarla a la normativa vigente, así como para asegurar un mínimo de comodidad a la tripulación.
El pabellón, una bandera nacional gigante idéntica a la que ondea sobre la cubierta del portaaviones Charles de Gaulle, fue un obsequio de la Armada francesa.
Así como la maniobra del barco original contaba con 200 marineros, la réplica tan solo necesita una reducida tripulación de 80 personas trabajando por cuartos.
Algunas de las cifras de la fragata: 
- el palo mayor se eleva 54 metros por encima de la quilla;
- para la realización de la nave, se seleccionaron 2000 robles de los bosques franceses;
- la fragata es un puzle más de 400 000 piezas de metal y madera;
- se han instalado mil poleas;
- se empleó una tonelada de estopa para el calafateado;
- lleva 26 cañones de 12 libras en la cubierta de la batería y 8 cañones de 6 libras en la cubierta principal.

### Diferencias con laHermionede 1779

#### Estructura y aparejo
Con el fin de mejorar su solidez y la seguridad, se han incorporado diversas modificaciones al diseño original de la fragata, en particular en la unión de los elementos de la estructura. Dicha unión se ha realizado con roblones y no con clavijas para evitar el juego consecuente a la duración de la construcción; los mástiles están pegados y no unidos por círculos metálicos para evitar las filtraciones de agua y, aunque para las drizas y los balancines se ha recurrido a cabos de fibra sintética, el resto de la jarcia de labor sigue siendo de cáñamo y el velamen de lino.

#### Motorización
Debido a la prohibición de maniobrar a vela en el interior de los puertos, se ha dotado al barco de dos propulsores azimutales eléctricos alimentados por dos grupos electrógenos de 300 y 400 kW respectivamente. Un grupo auxiliar de 80 kW alimenta la iluminación eléctrica (tubos fluorescentes y ledes), los equipos de la cocina, ocho congeladores y refrigeradores, dos lavadoras, dos secadoras, un sistema de calefacción a ventilación forzada, todos los aparatos modernos de navegación (girocompás. ECDIS, GPS, sonda, radar, radio por satélite y VHF), y una batería de ordenadores; un conjunto de modificaciones indispensables para que el barco pudiera ser asegurado. El barco también está equipado con un sistema de achique por bombas eléctricas que permite disminuir el trabajo manual a bordo y que, junto a la motorización de los sistemas de fondeo, permite que el barco sea operacional con una tripulación reducida de 80 hombres frente a los más de 200 que eran necesarios en el siglo XVIII.

#### Fondeo
La Hermione de 1779 tenía 6 anclas. El ancla principal (1700 kg), el ancla de respeto  (1500 kg), el ancla de leva (1400 kg), dos anclotes  (400 kg) y, en la bodega, la gran ancla o «ancla de la caridad». Aparejadas, cada una de ellas, a una línea de fondeo de cáñamo, se izaban con cabrestante y virador. La réplica tiene suficiente con dos anclas de 1500 kg entalingadas a dos cadenas de 192 y 165 metros, respectivamente, cuyo peso proporciona al conjunto mayor agarre que las líneas de fondeo originales. Estas línea ya no se izan a fuerza de brazos sino con un cabrestante eléctrico.

#### Cañones
Los cañones no están perforados hasta el fondo, con lo cual, no son funcionales. Si lo hubieran sido, la Hermione habría sido considerada un barco de guerra, y como tal, tendría que haber pertenecido a la Armada Francesa.

#### Acondicionamiento
Con el fin de dar mayor comodidad e intimidad a la tripulación, se han instalado duchas y WC individuales. En el siglo XVIII, la tripulación hacía sus necesidades en un banco agujereado situado en la proa del barco al alcance de la vista de cualquiera. En lo referente al descanso, sin embargo, la tripulación continúa durmiendo en literas o en coyes. Se han realizado otras adaptaciones que exige la modernidad: la fragata dispone de grupos electrógenos para la iluminación, de una decena de armarios congeladores para conservar la comida, así como de una cámara dedicada al almacenamiento de residuos.

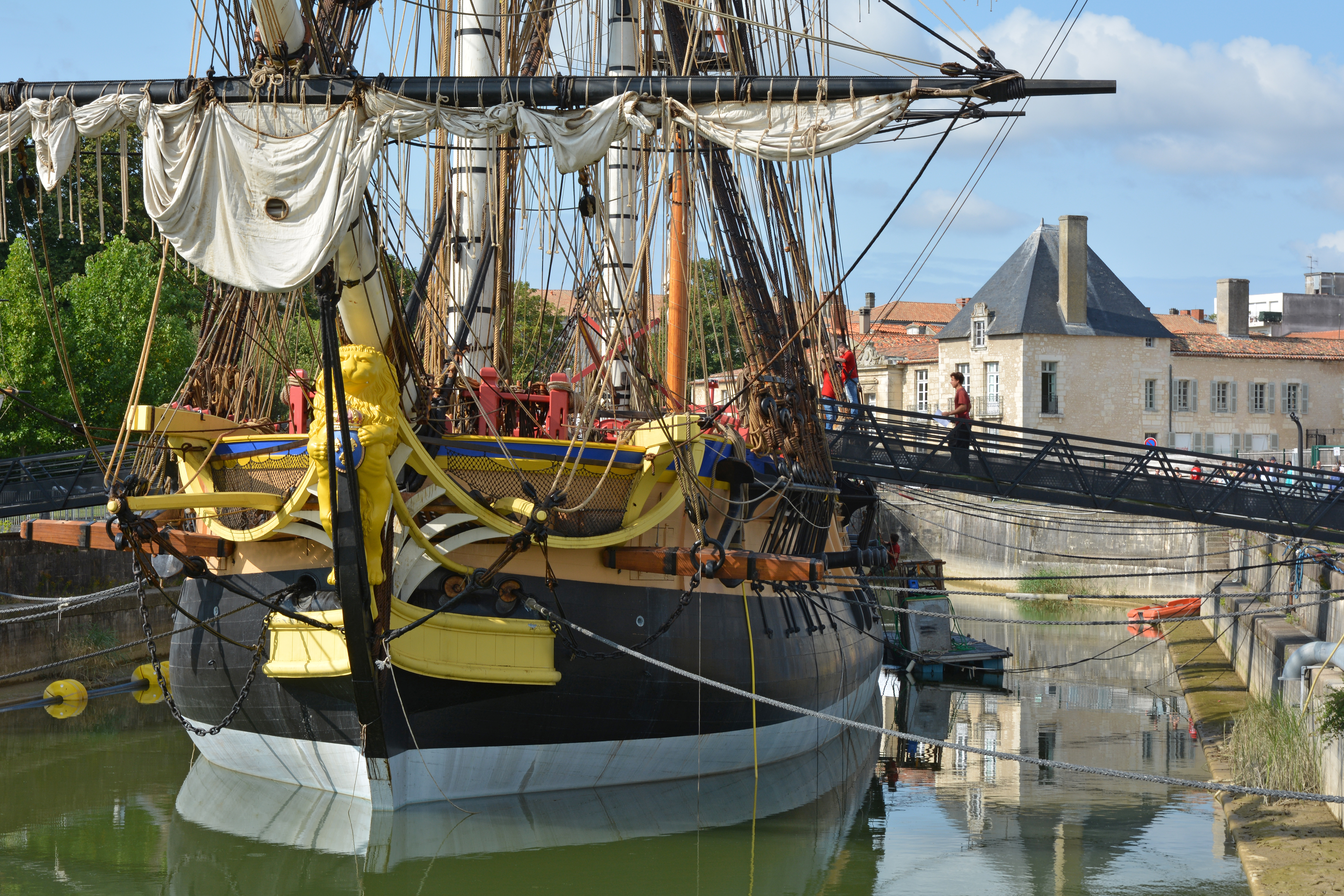
La Hermione a flote en agosto de 2014.

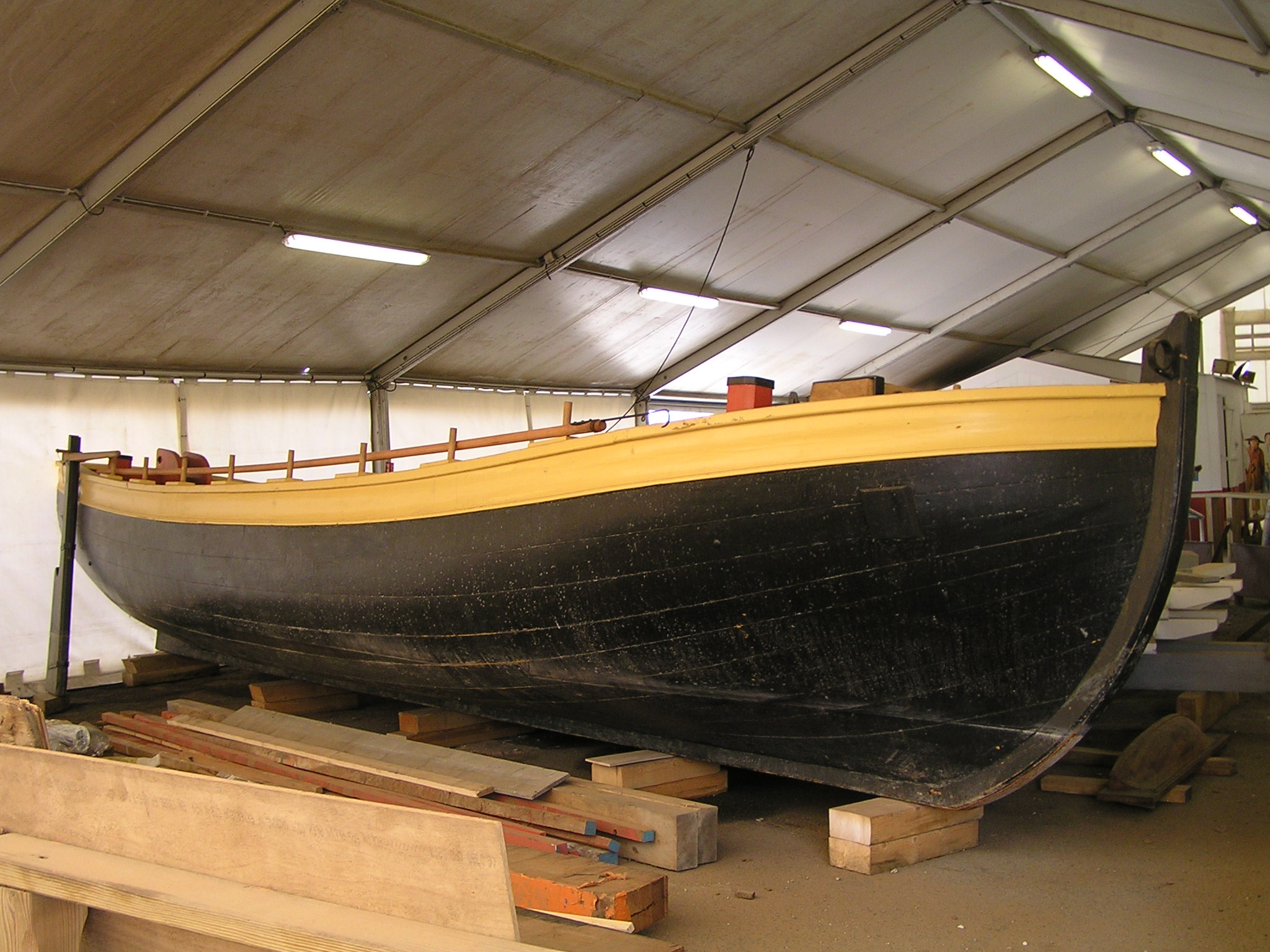
Reconstitución de la chalupa de la Hermione.

### El astillero de la reconstrucción
El astillero se instaló en uno de los dos diques secos situados en uno de los extremos de la Corderie royale a orillas del río Charente, en Rochefort. El lugar fue diseñado y acondicionado para que pudiera ser visitado.
Ya desde sus orígenes, el proyecto no buscaba solo reconstruir en el corazón del antiguo arsenal de Colbert un navío del siglo XVIII, sino, ante todo, que dicha aventura fuera compartida y que el público pudiera ir descubriendo las diferentes etapas de esta reconstrucción. Y el proyecto se convirtió en un auténtico éxito popular. Más de 250 000 visitantes al año consiguieron que se franqueara la cota simbólica de los tres millones y medio de visitantes. Dicho éxito popular, junto al apoyo de la ciudad de Rochefort, del departamento de Charente-Maritime y de la región de Poitou-Charentes son el motor principal de financiación de la Hermione.
Aunque la fragata original del siglo XVIII se construyó en solo seis meses, la Hermione comienza rápidamente a acumular retrasos y la botadura, prevista inicialmente para 2008, se pospone hasta el 7 de septiembre de 2014. Sin embargo, en junio de 2008, tras la botadura de los botes pequeño y grande, y en espera de la propia fragata, se lanza al agua la chalupa, el mayor de los tres anexos embarcados en la Hermione.
El 6 de julio de 2012, el casco desnudo de la fragata (sin su aparejo) realiza su primer «test de navegación» al ser remolcado por el río Charente, antes de entrar en un nuevo dique seco adaptado a las necesidades de la continuación de los trabajos.

### La asociación Hermione-La Fayette
El escritor Erik Orsena es el presidente fundador y, desde 1991, también presidente de la «Corderie Royale – Centro internacional del mar», colaborador de la Asociación «Hermione-La Fayette» en este proyecto.
Benedict Donnelly es presidente de la Asociación Hermione-La Fayette desde 1994. Hijo de un ciudadano americano que participó en el desembarco de Normandía, se trata de alguien muy sensibilizado con los valores que transmite la Hermione.
Raymond Labbé, constructor naval de Saint-Malo y consejero técnico para el patrimonio naval del Ministerio francés de Cultura, fue consejero técnico en el seno de la asociación desde el comienzo del proyecto hasta su fallecimiento a finales de 2005. Su gran experiencia en la construcción naval en madera y su conocimiento del patrimonio naval francés contribuyeron de manera determinante a la puesta en marcha del proyecto. En la actualidad, los miembros del comité técnico, presidido por Jean-Pierre Saunier, ponen sus conocimientos al servicio de las empresas encargadas de la construcción de la fragata.
Tras la realización de una convocatoria de concurso público en 1997, se confió la construcción del casco y el grueso del armazón a la empresa Asselin, de Thouards en el departamento de Deux-Sèvres.
Emmanuel de Fointainieu, director de la Corderie royale de Rochefort, ocupa el puesto de secretario de la Asociación, y es, también, el responsable de la política de actividades.
En Rochefort, un grupo de siete trabajadores coordinados por Maryse Vital, delegada general, se encarga de la gestión diaria de la Asociación y de los aspectos generales del proyecto, haciendo el seguimiento administrativo y financiero, gestionando las afiliaciones, la comunicación, las relaciones públicas, las relaciones con la prensa y con las empresas colaboradoras, así como la gestión del centro de interpretación de Hermione, la tienda de productos derivados, el mantenimiento del centro, etc.

### Galería de la reconstrucción

Fotos de la reconstrucción de la Hermione en Rochefort (2005)
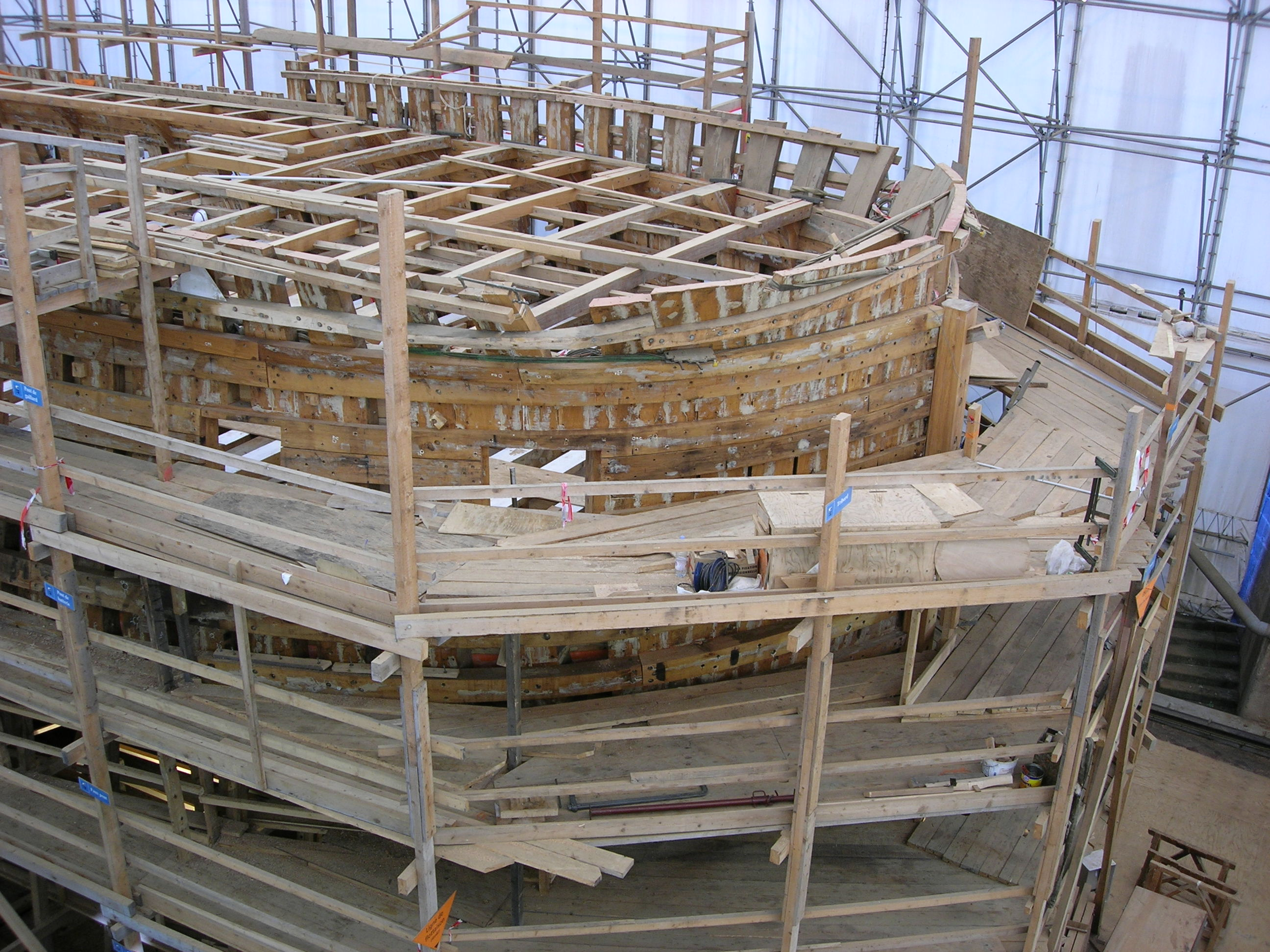
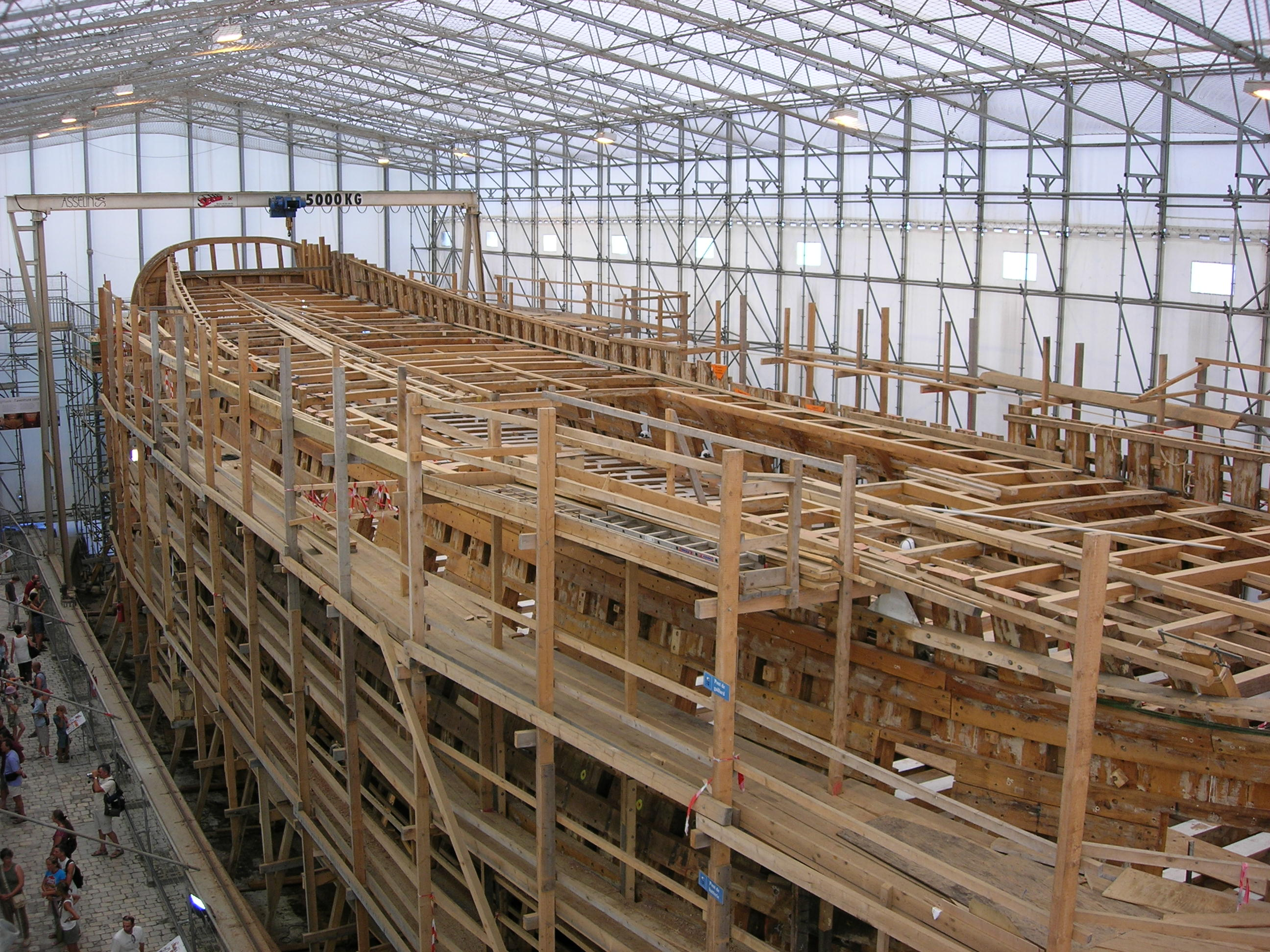
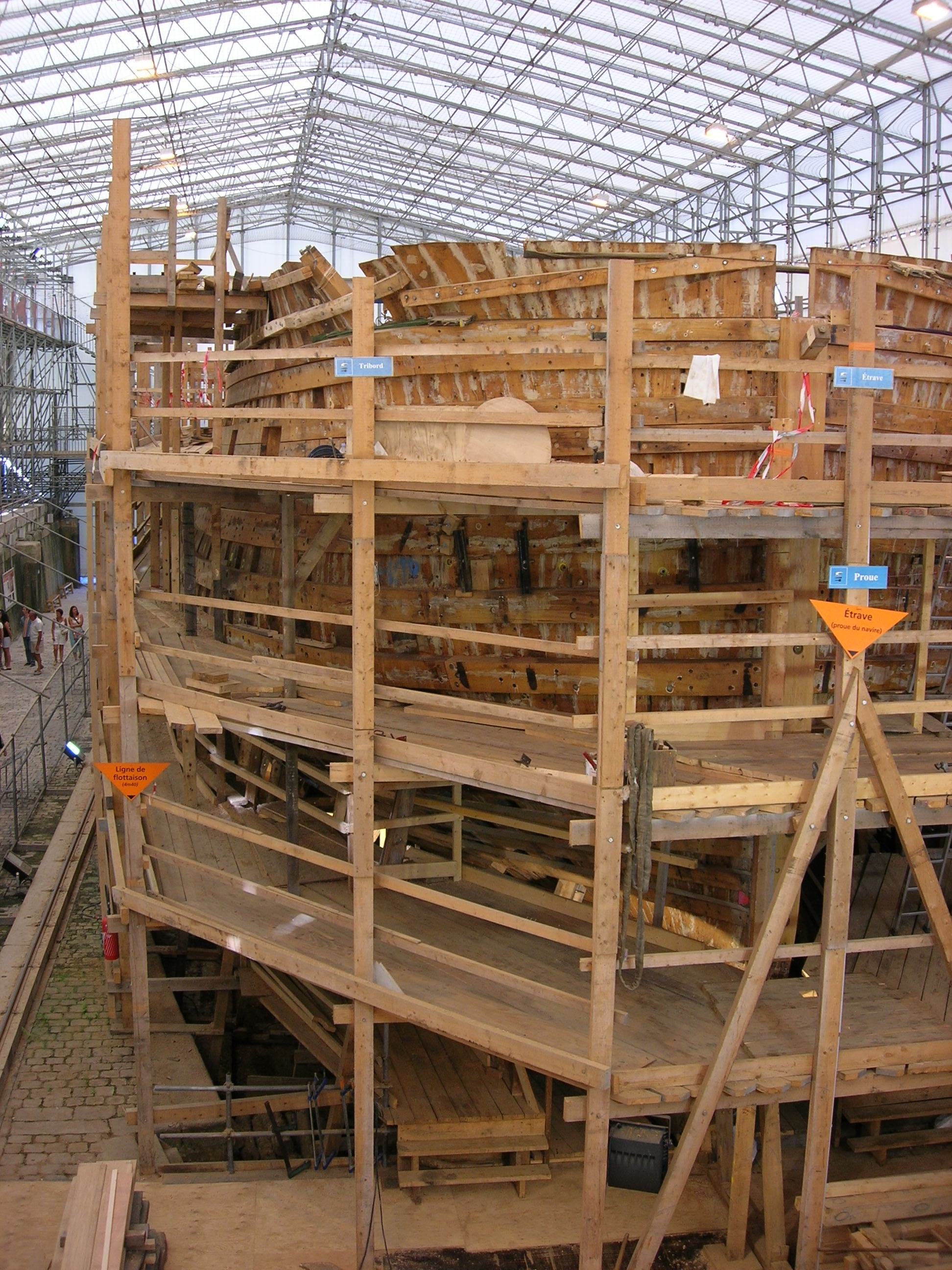

Fotos de la reconstrucción de la Hermione en Rochefort (2006)
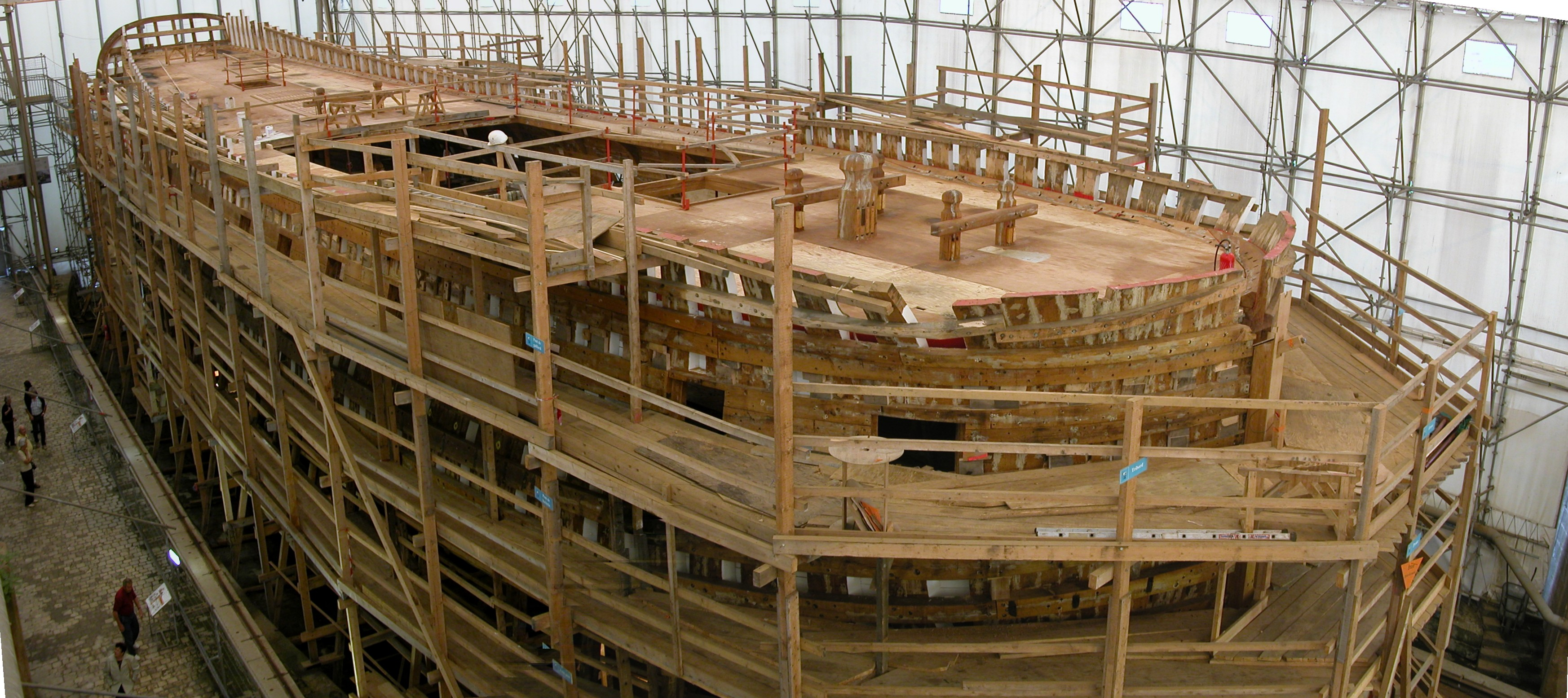
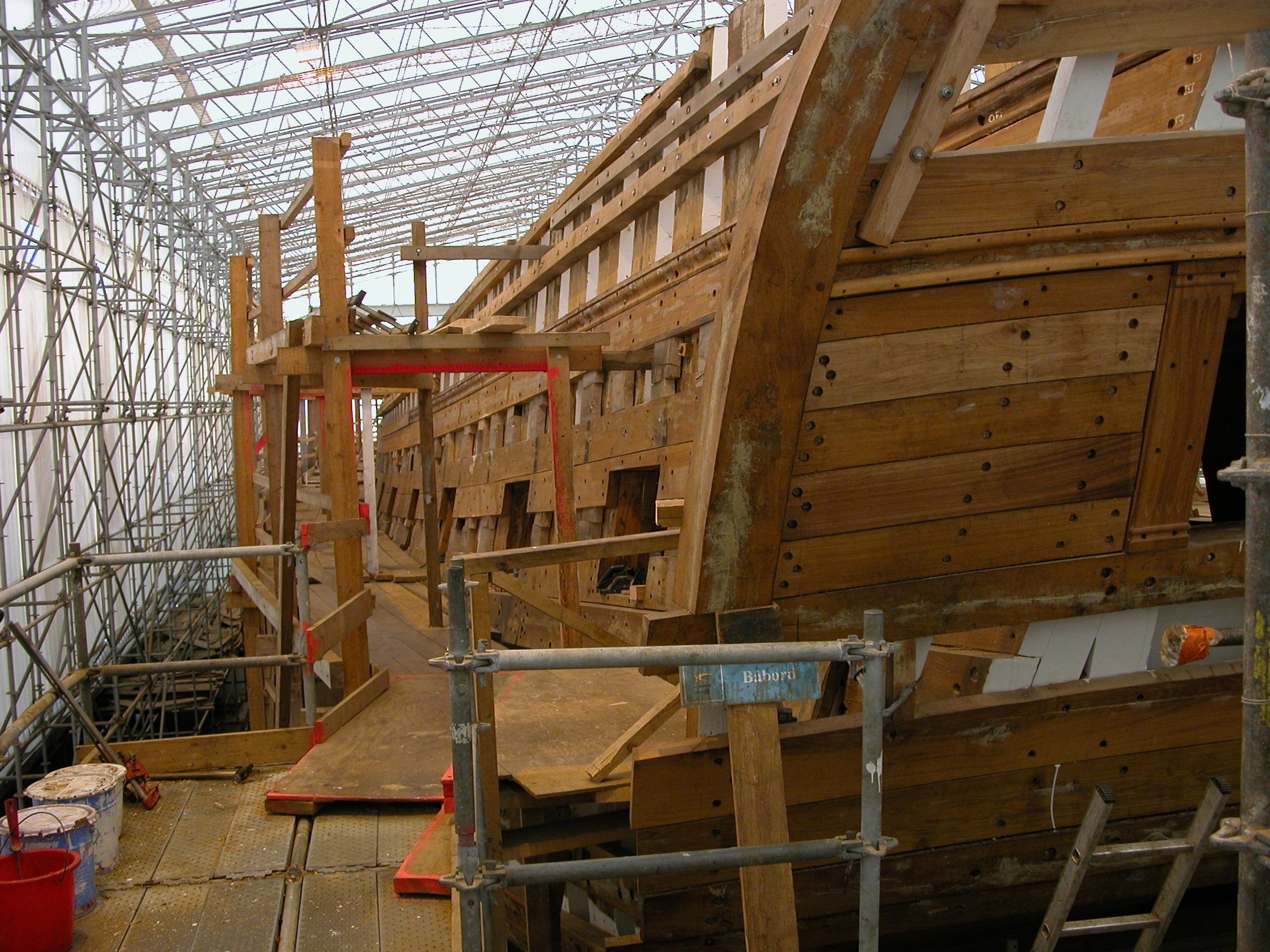
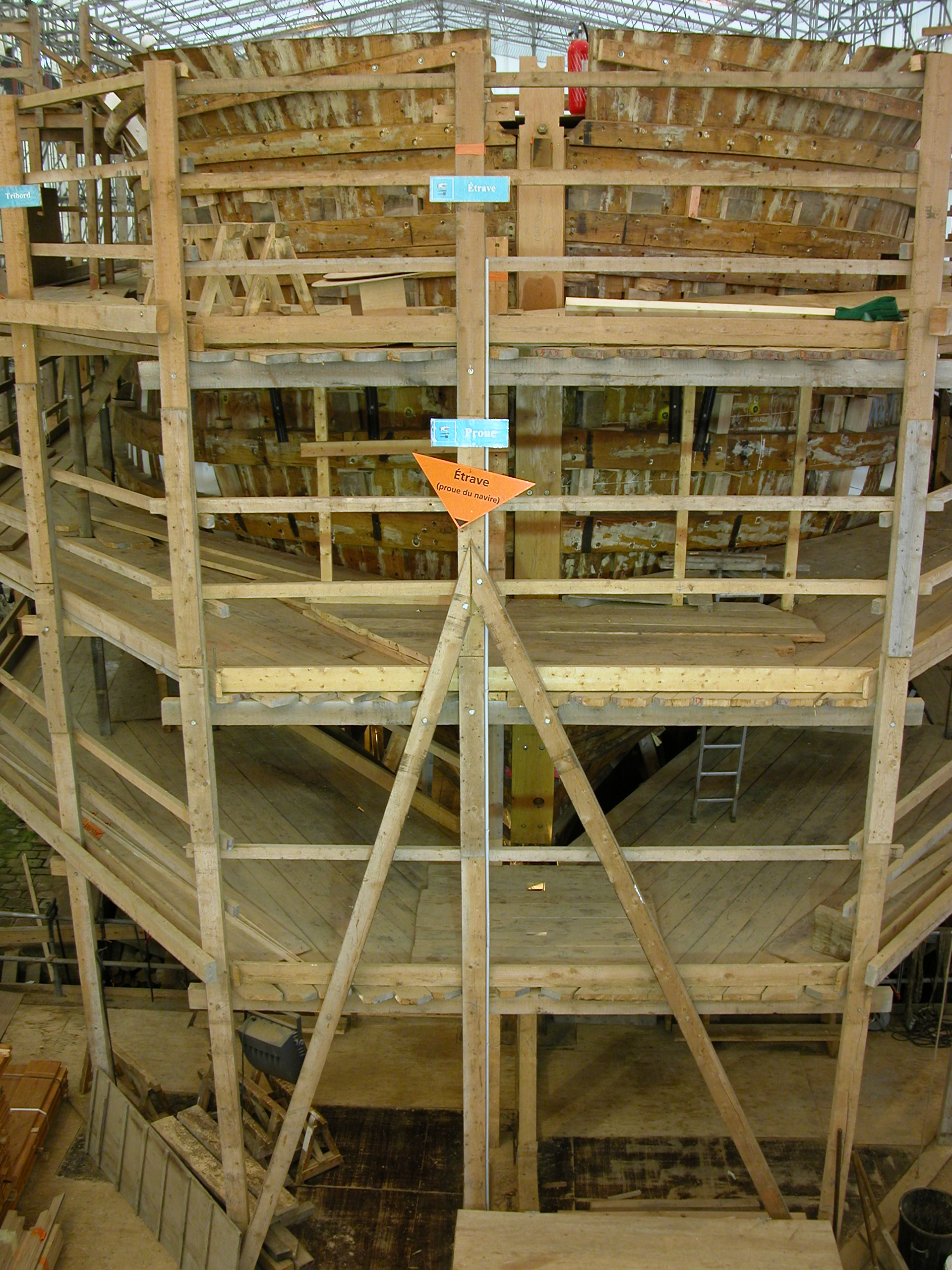
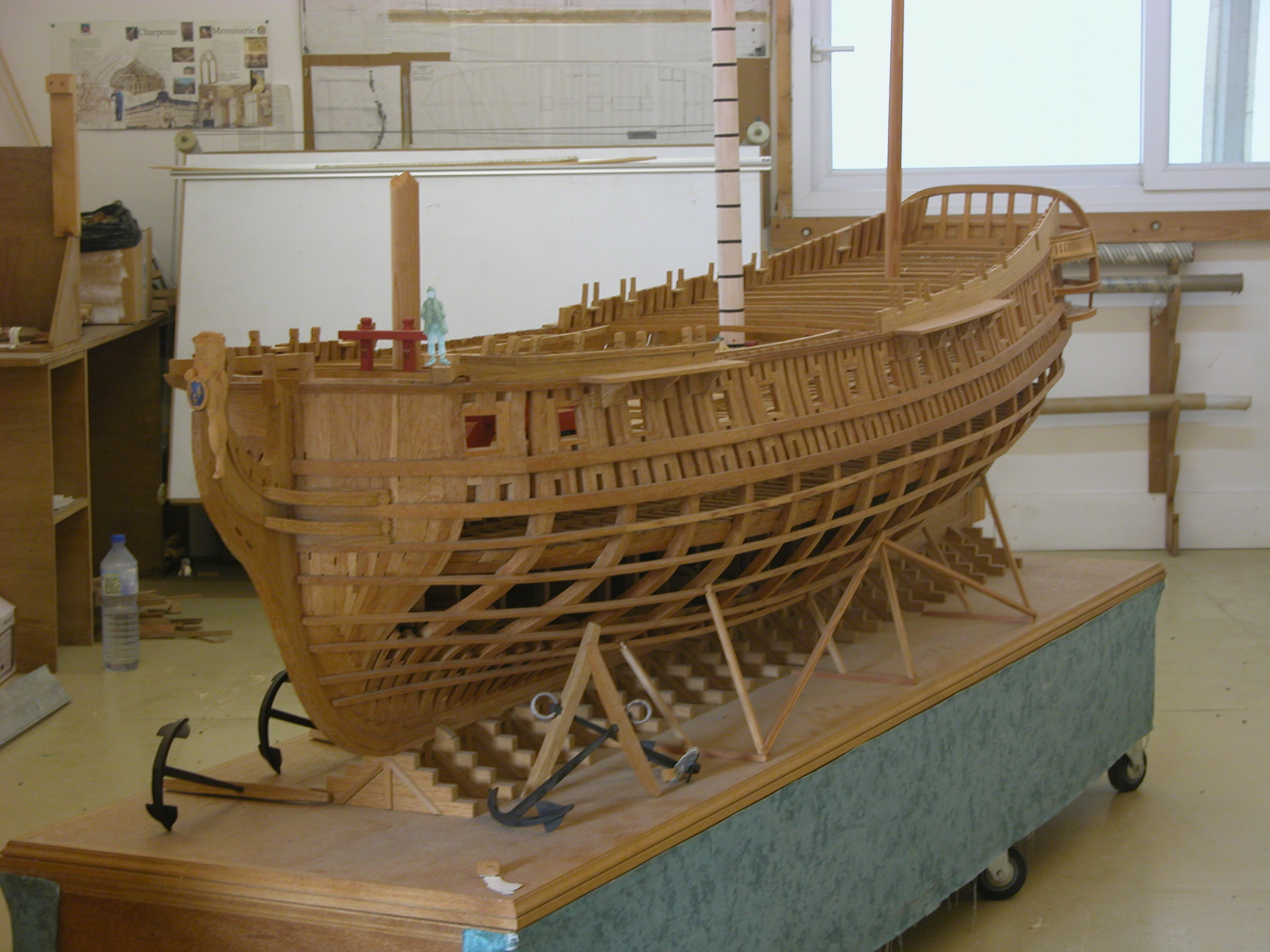

Fotos de la reconstrucción de la Hermione en Rochefort (2009)
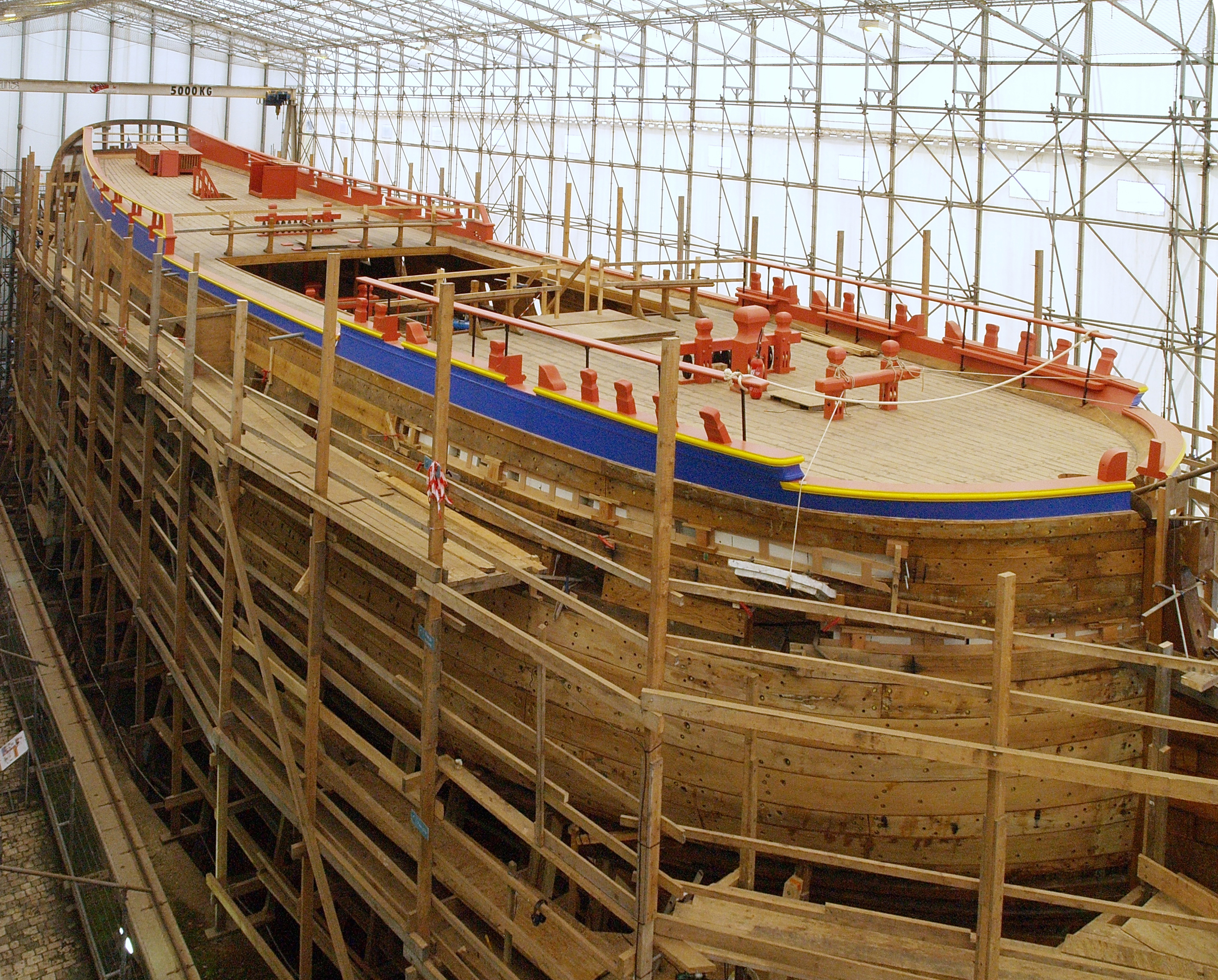
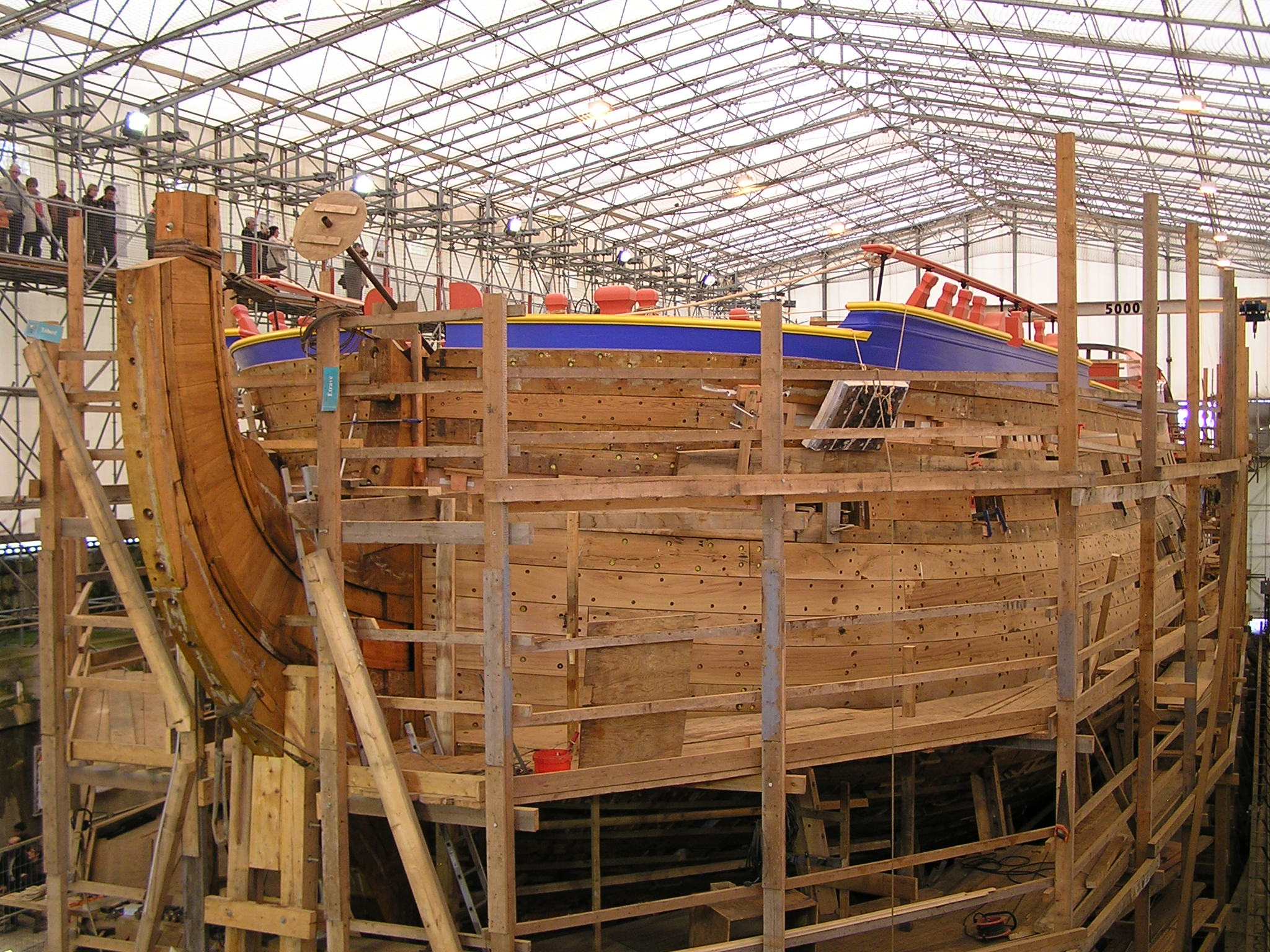
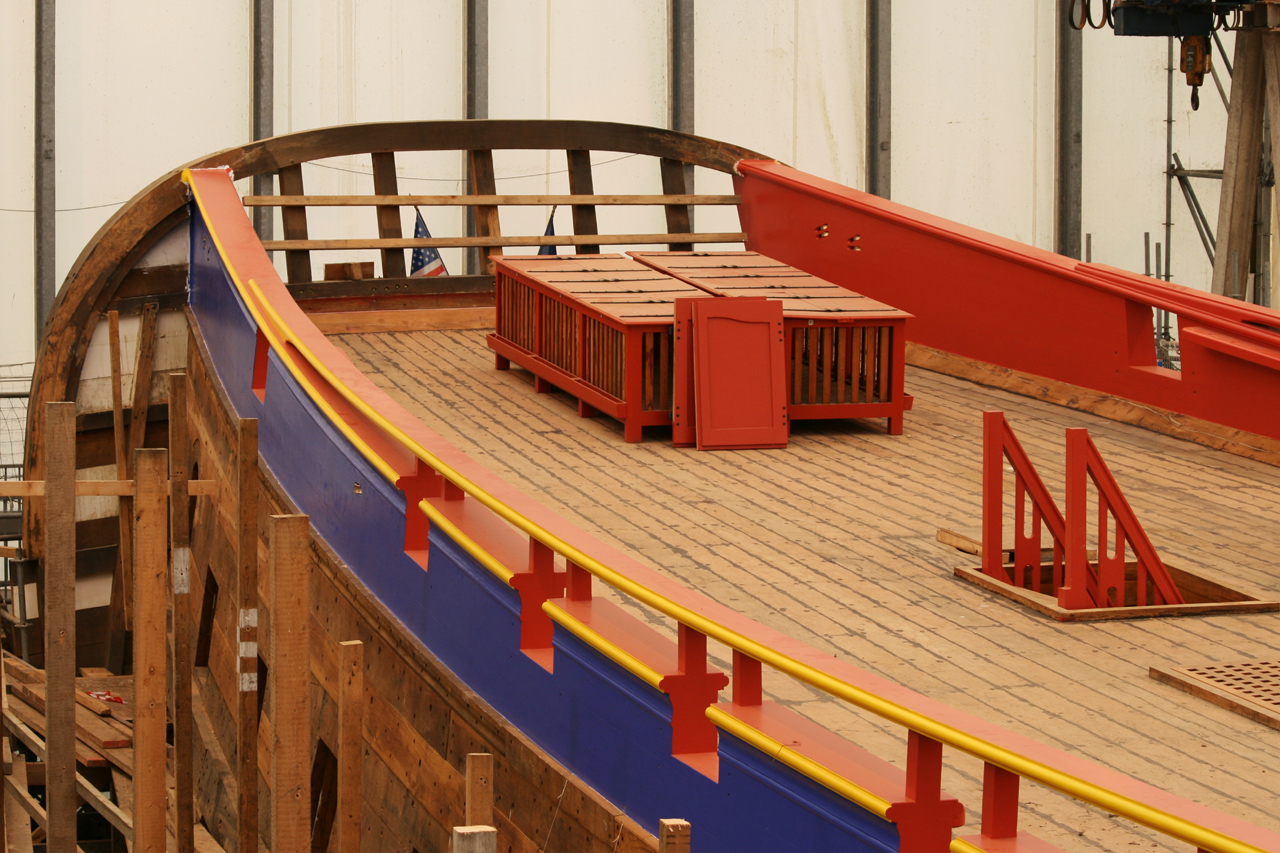
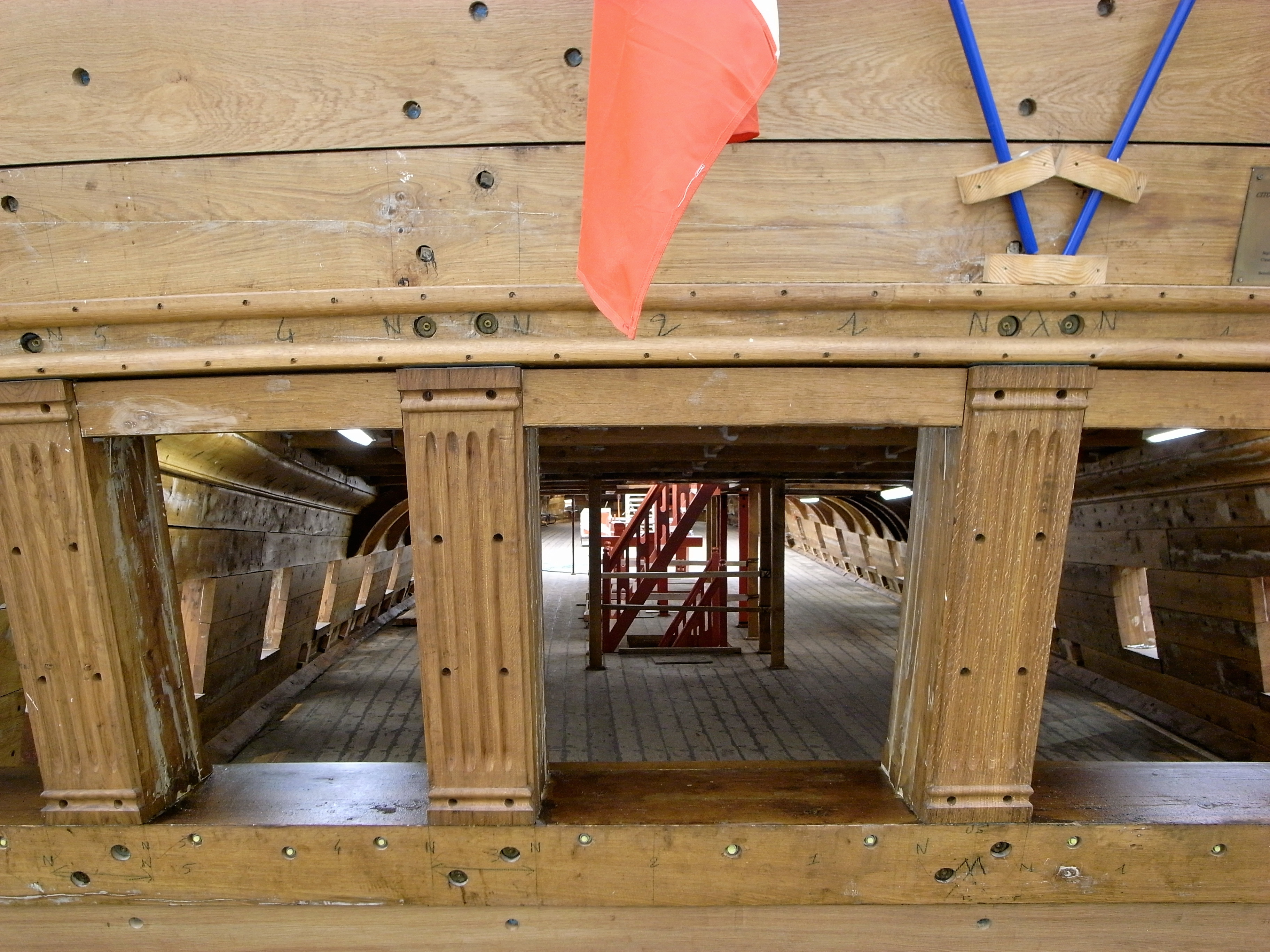

Fotos de la reconstrucción de la Hermione en Rochefort (junio 2011)
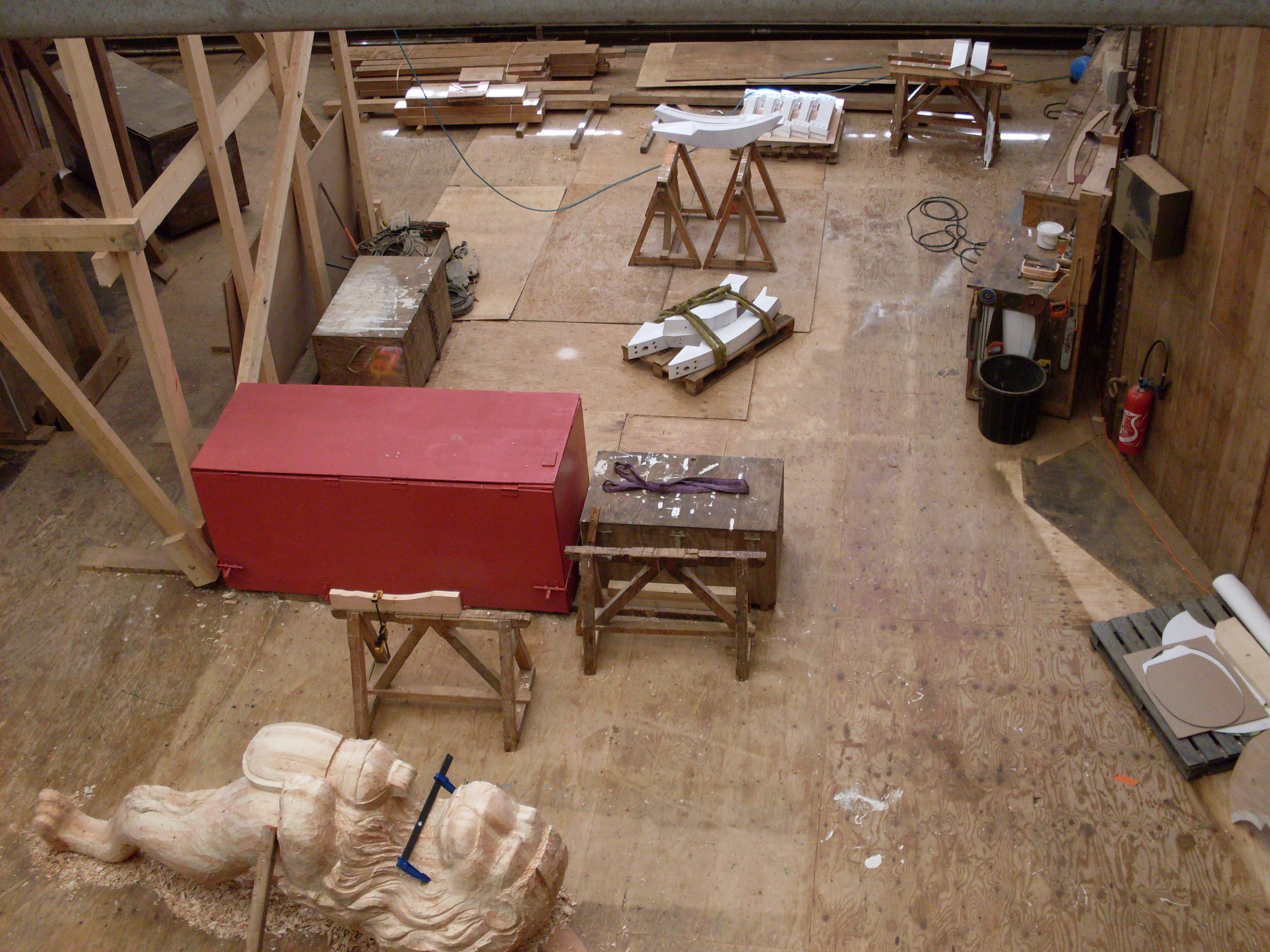
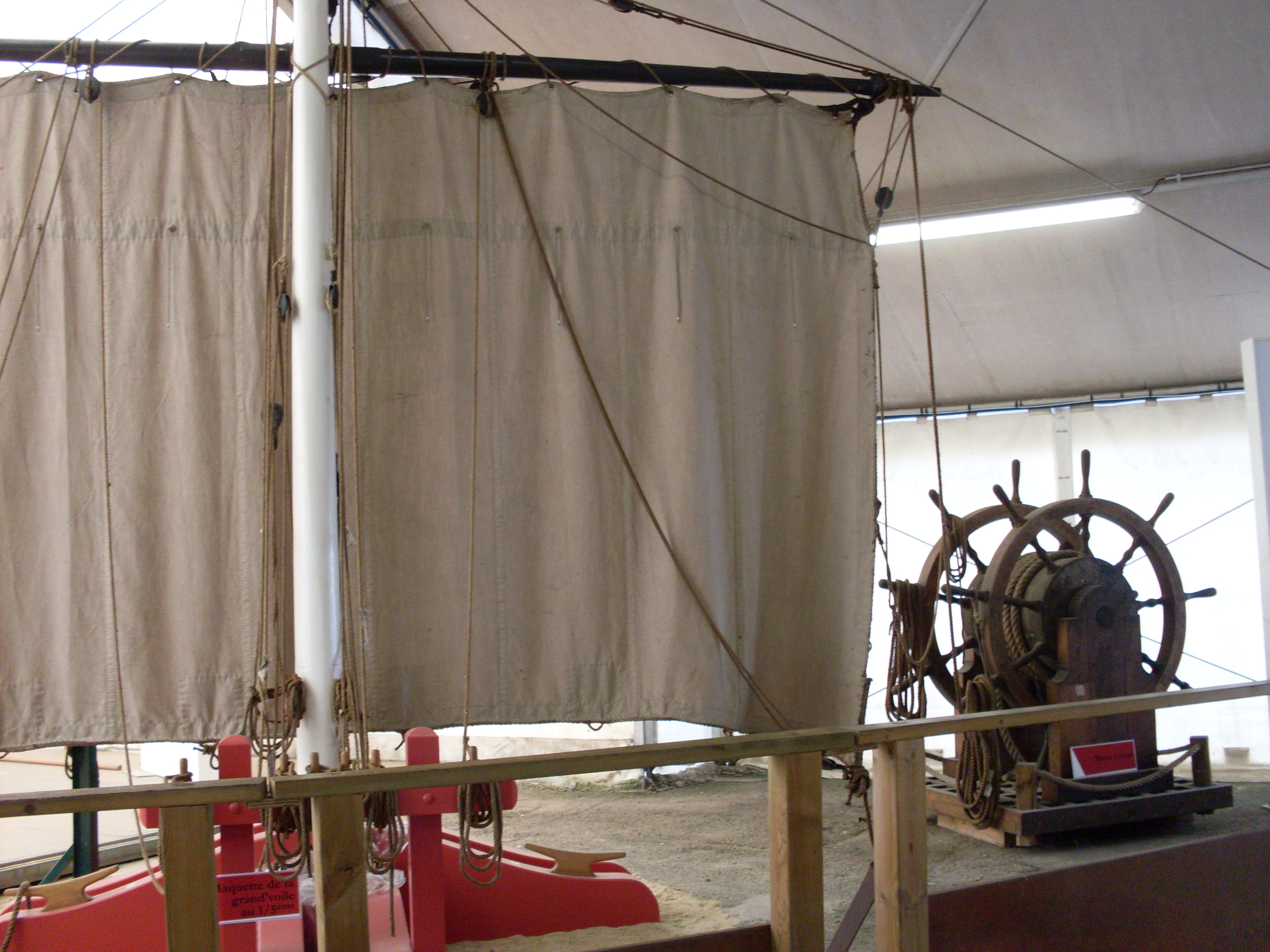
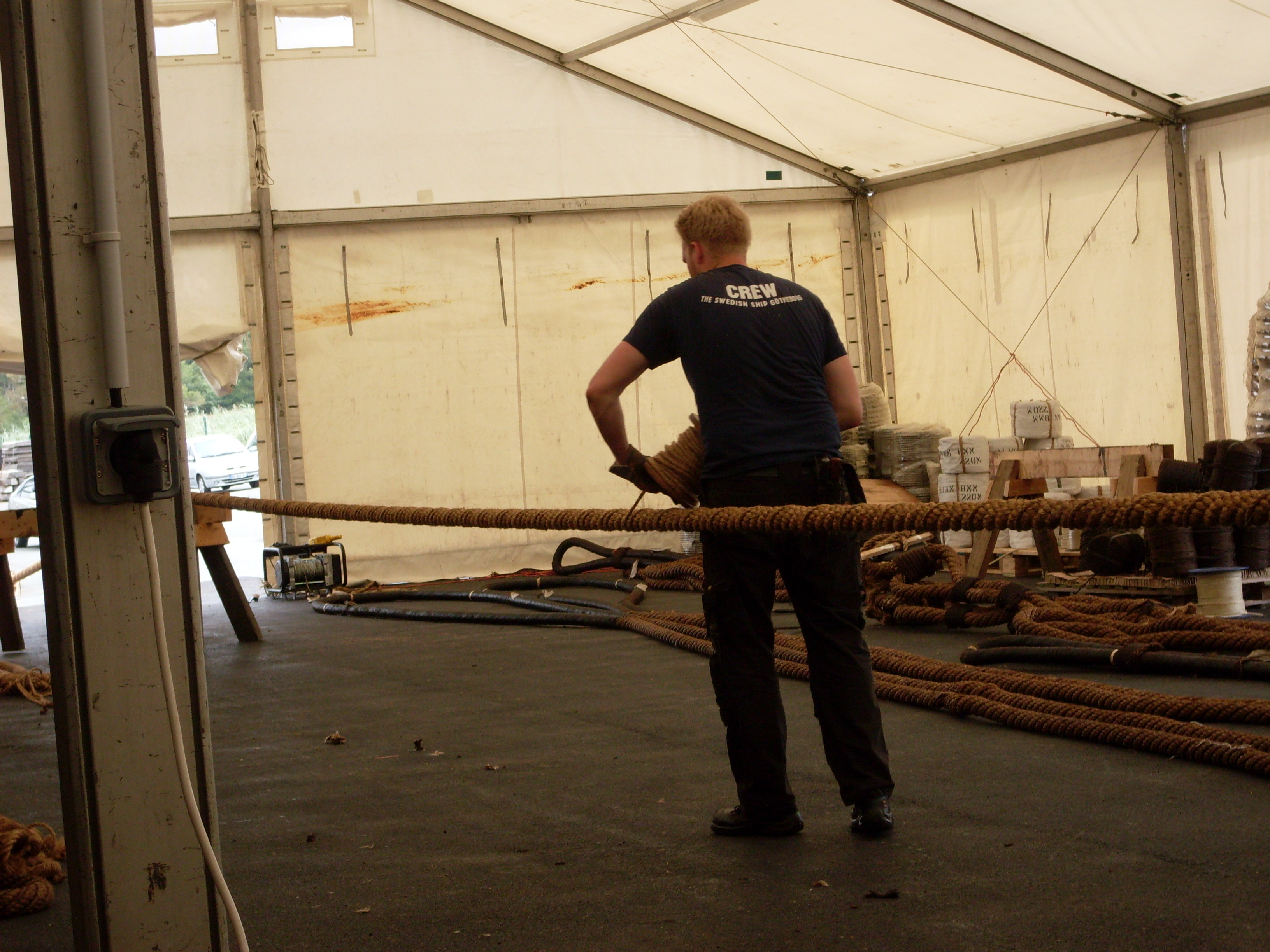
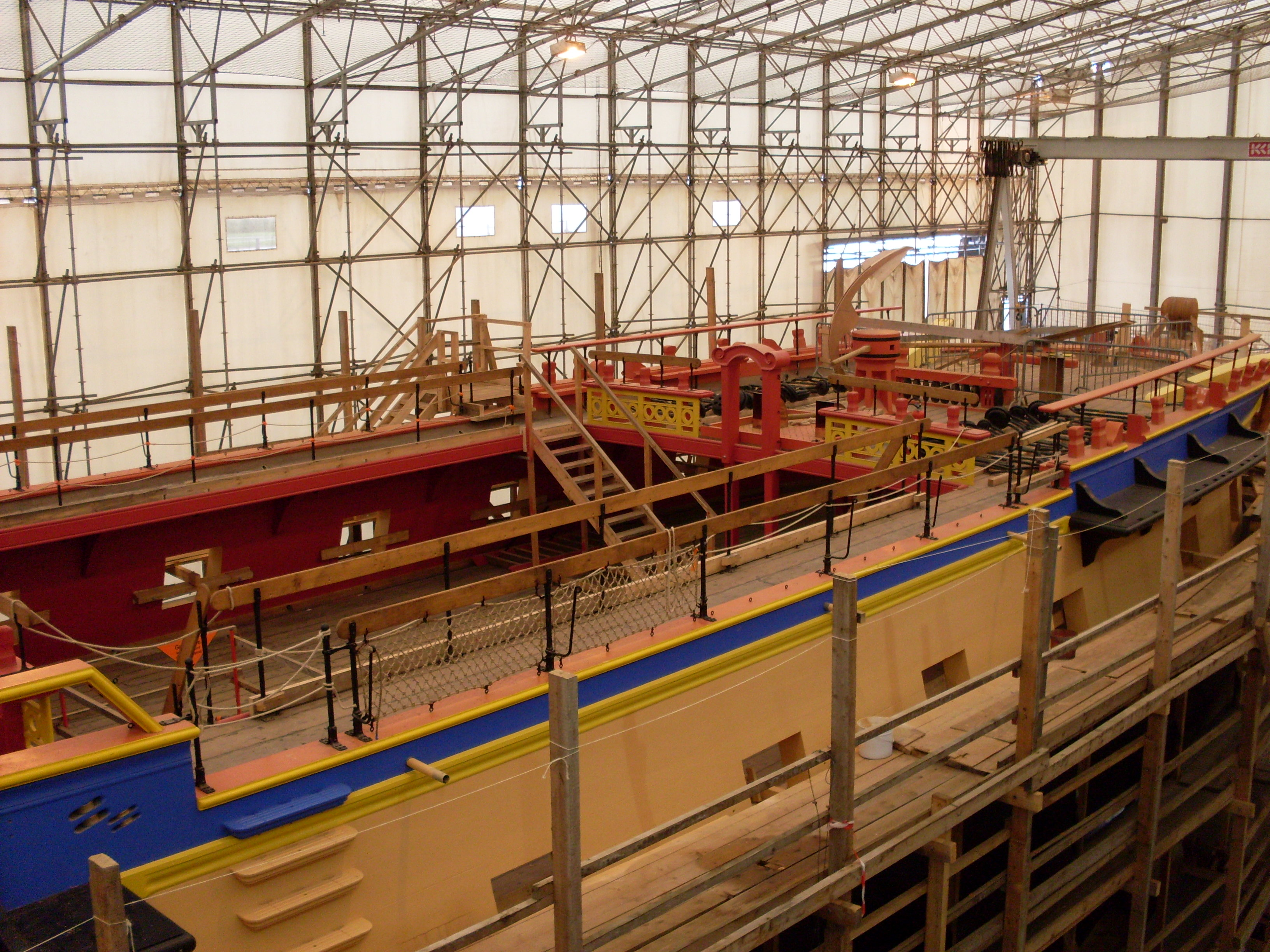
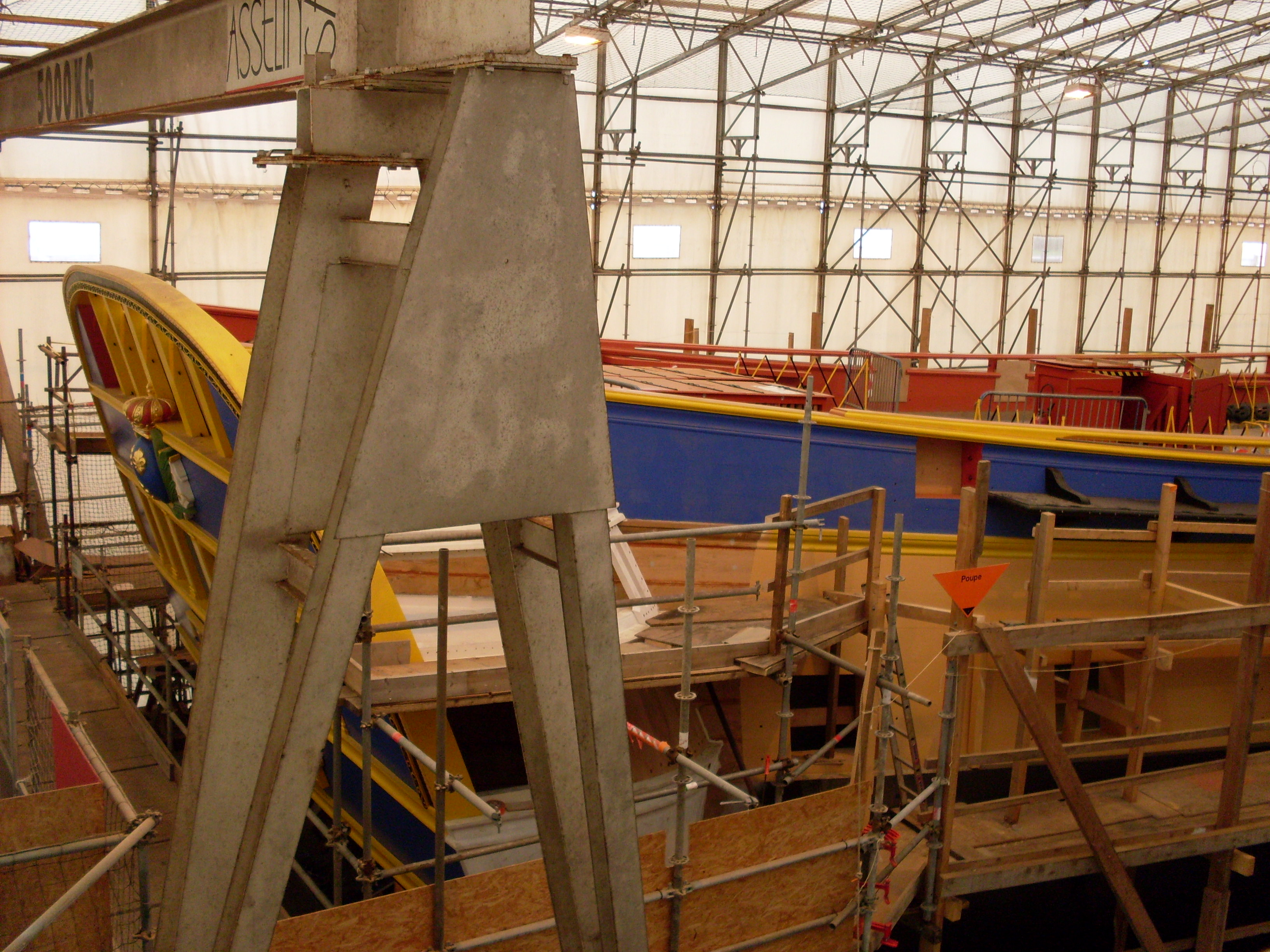
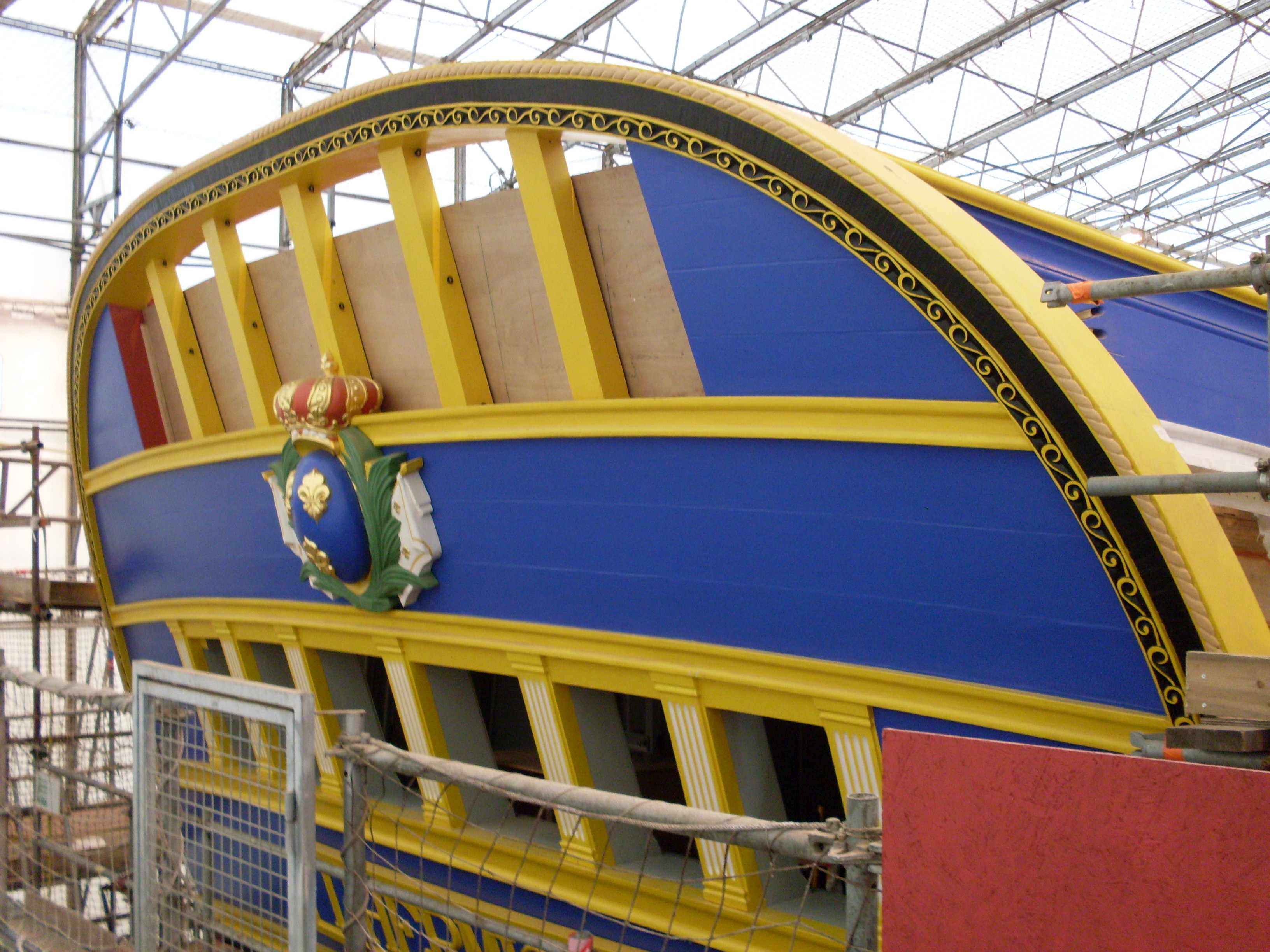
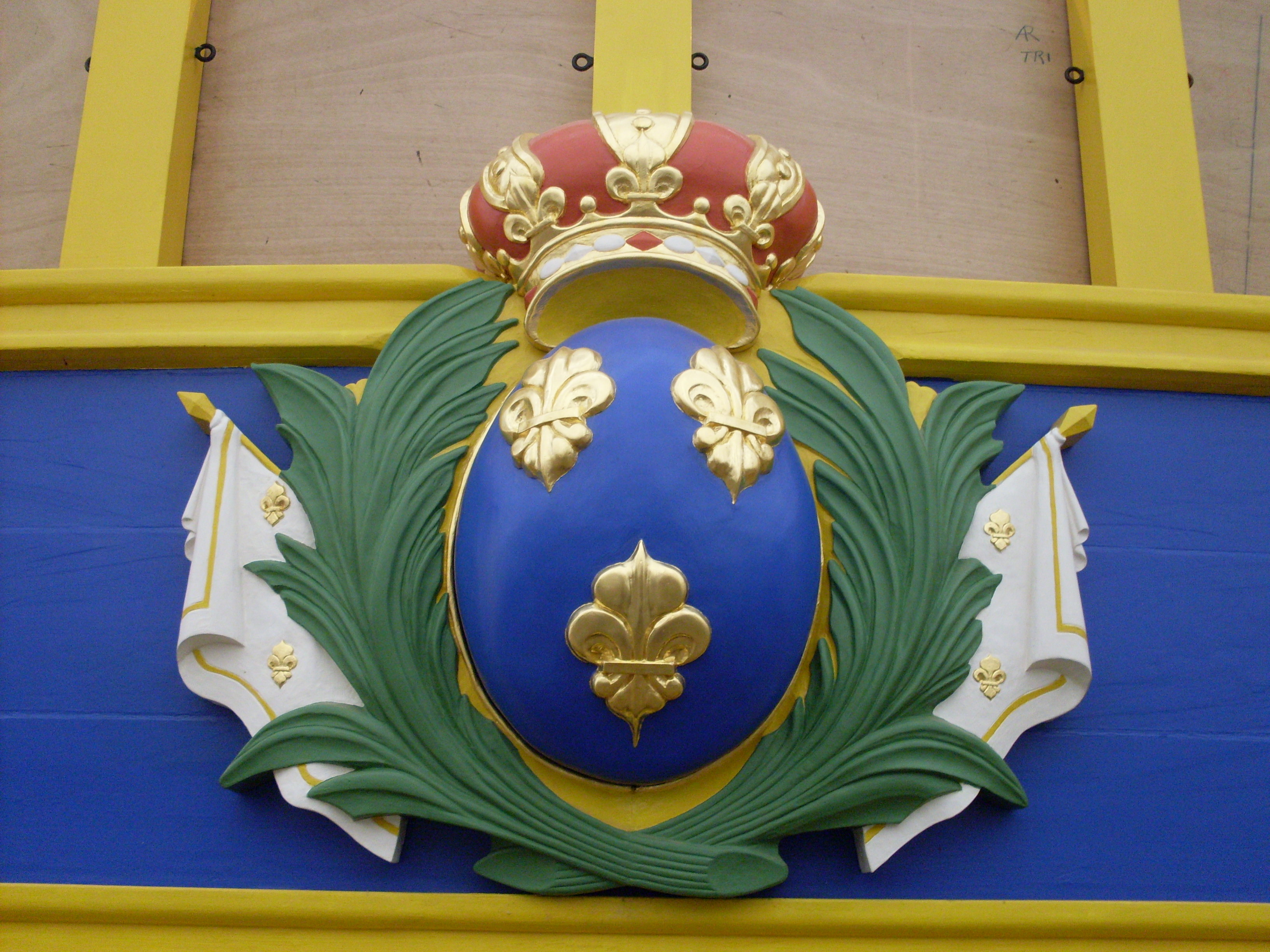
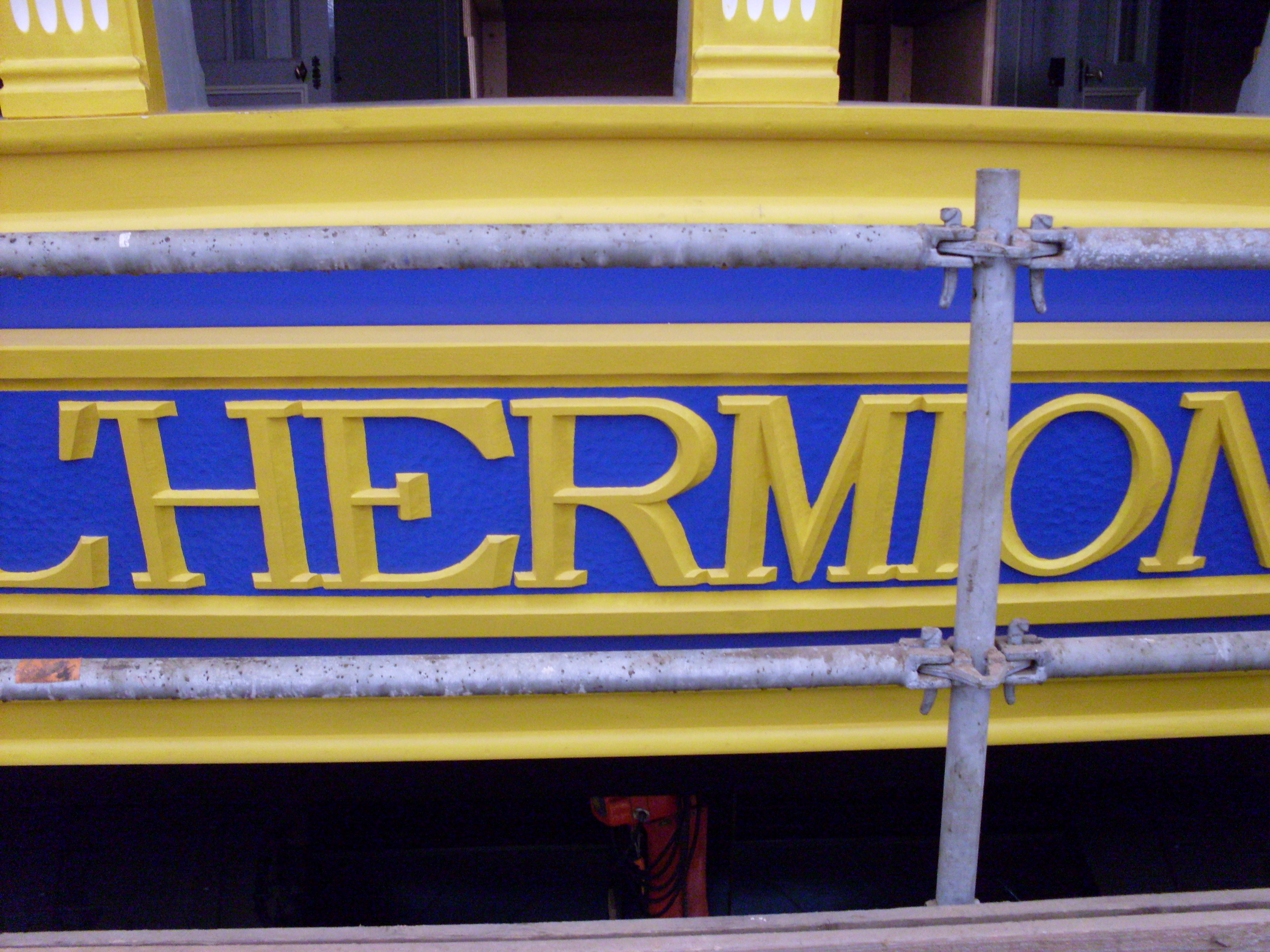

Fotos de la reconstrucción de la Hermione en Rochefort (febrero de 2012)
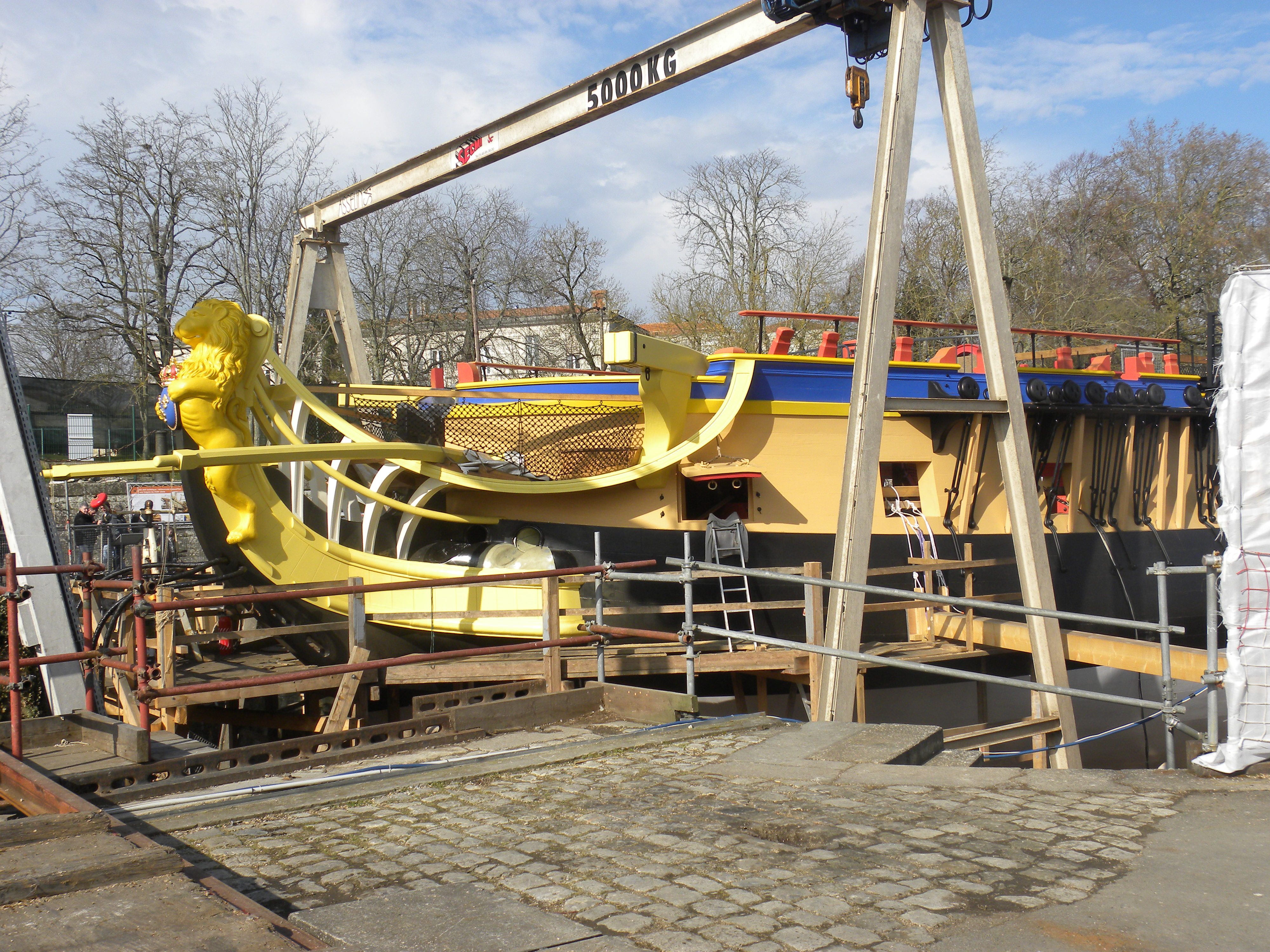
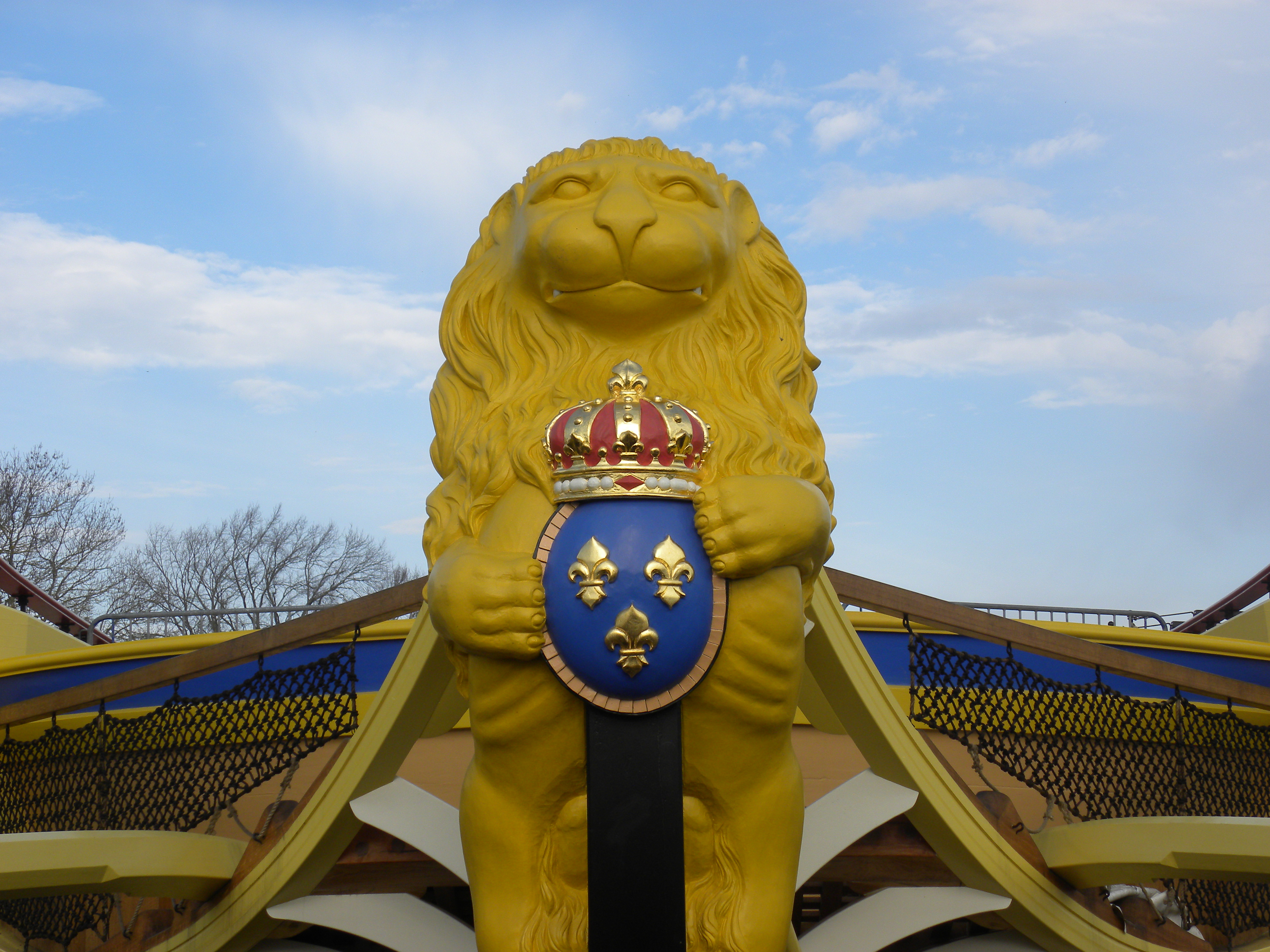
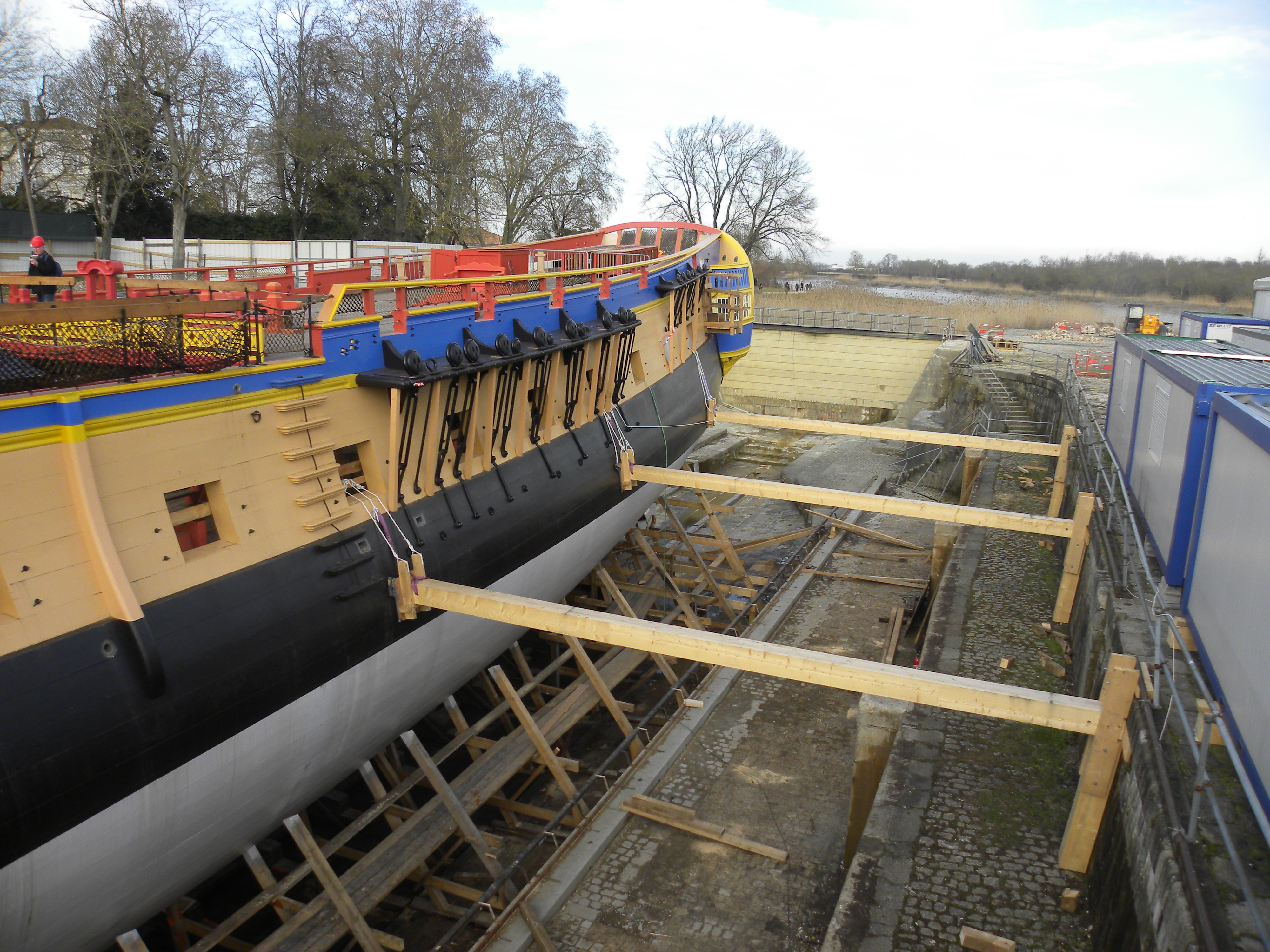
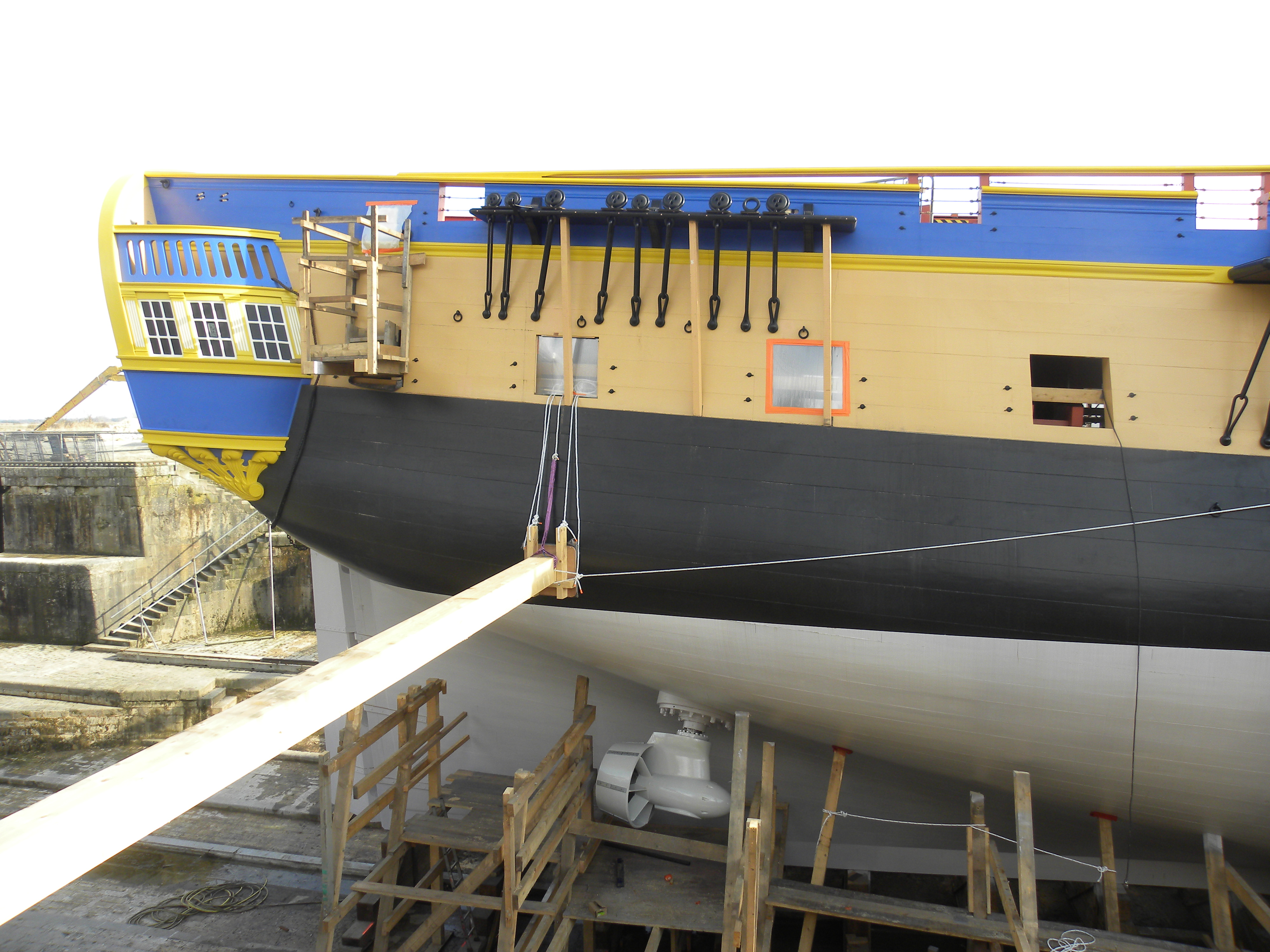
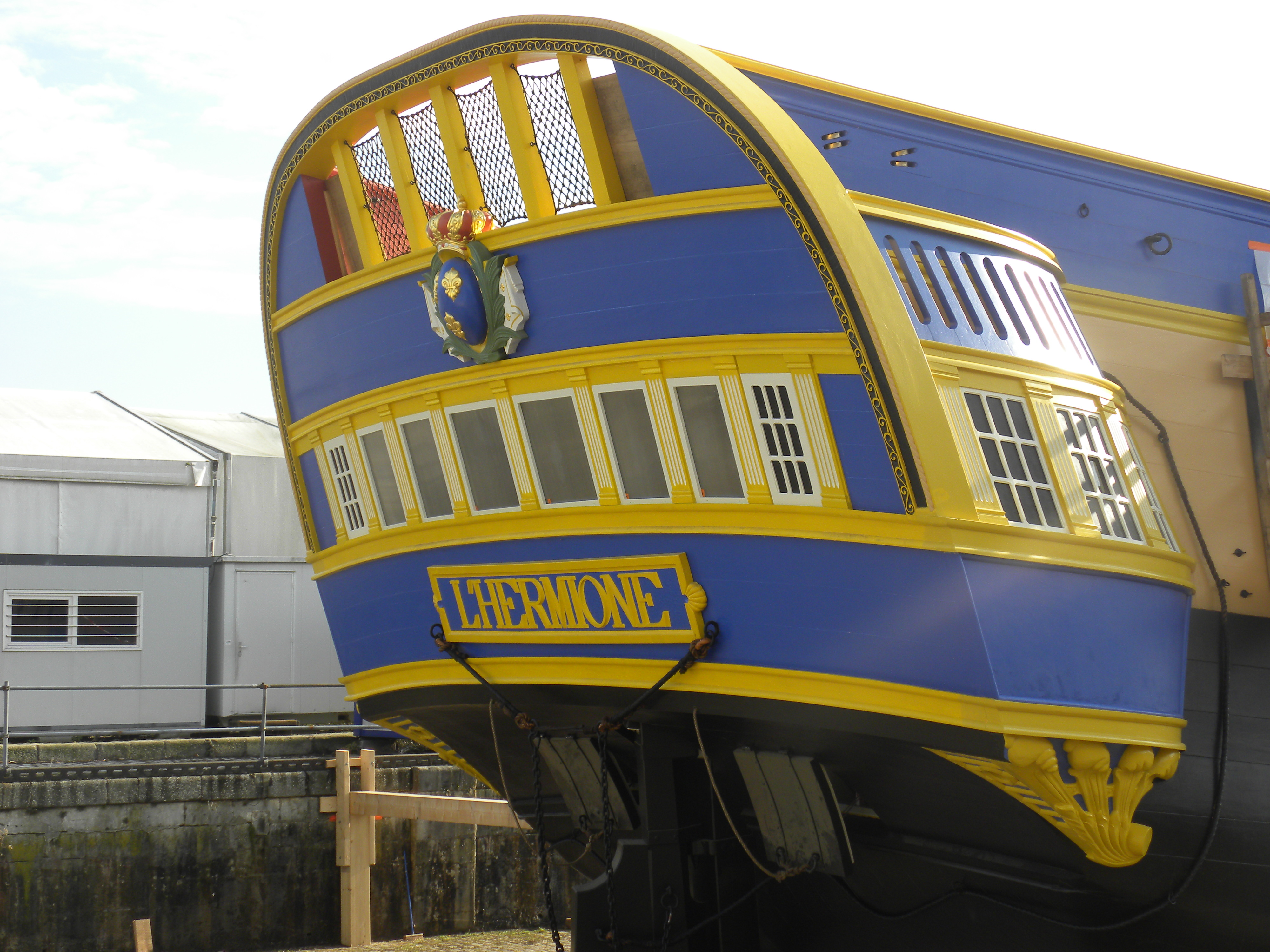
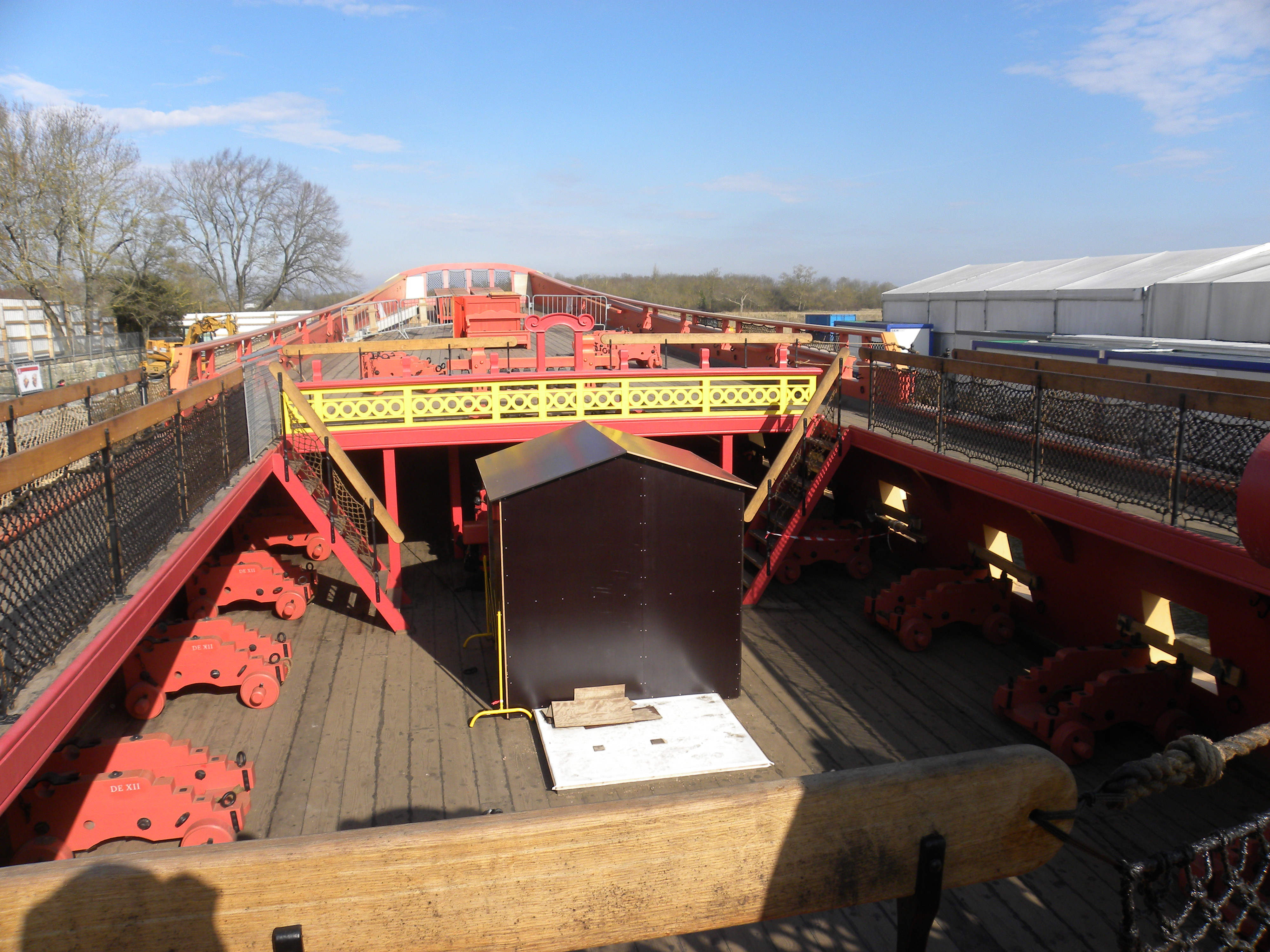
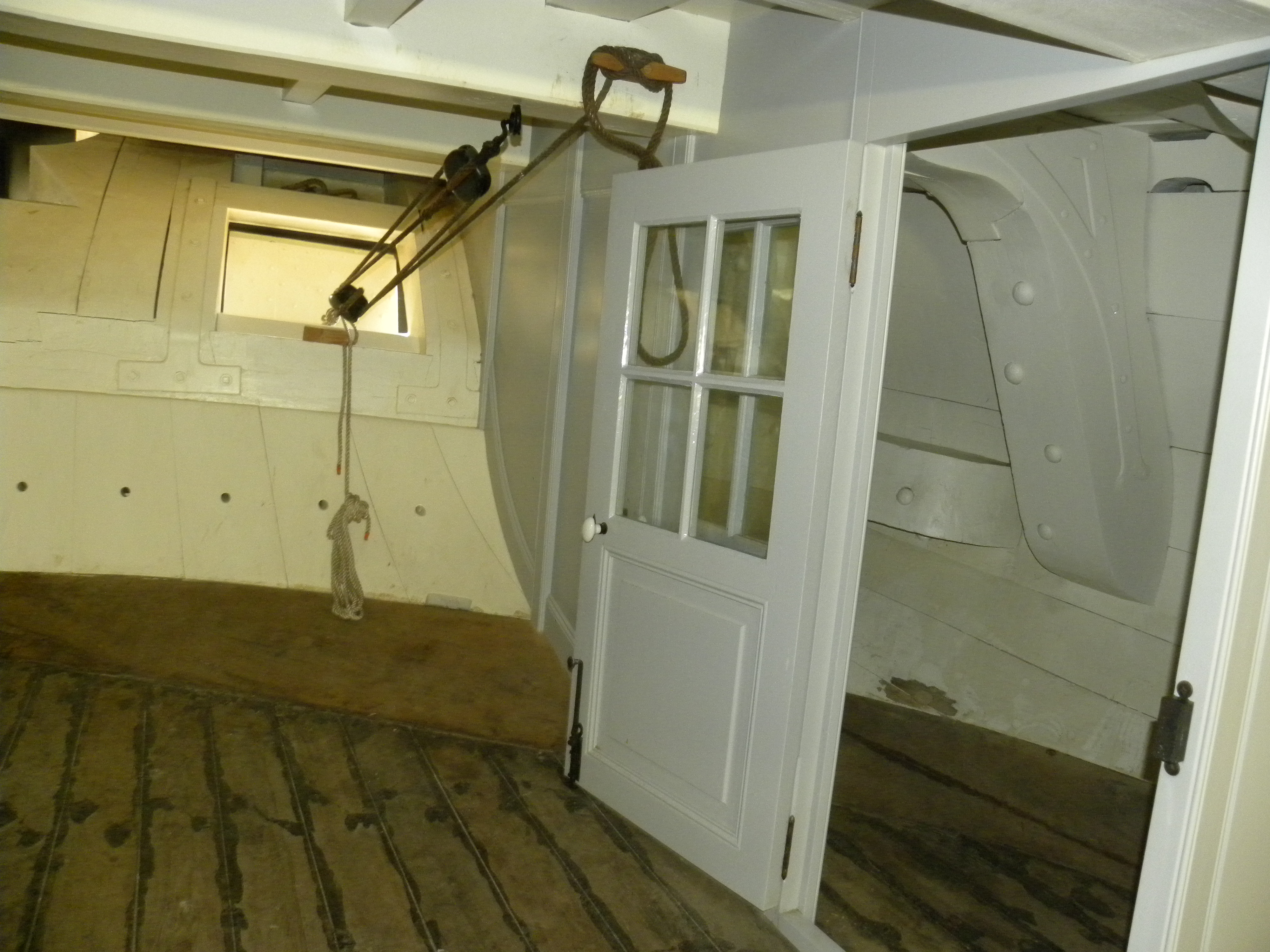

Fotos de la Hermione a flote en Rochefort (2012-2014)
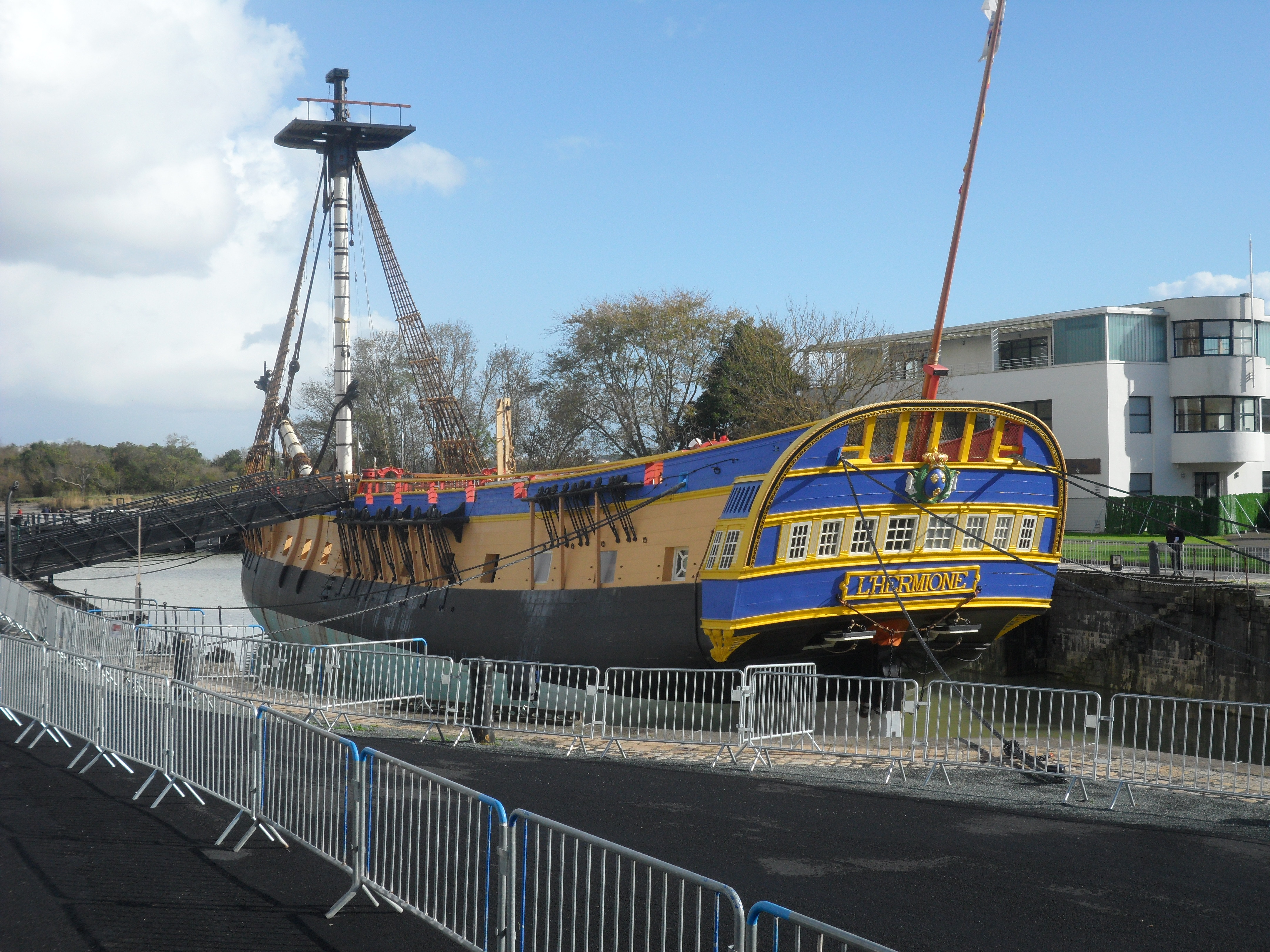
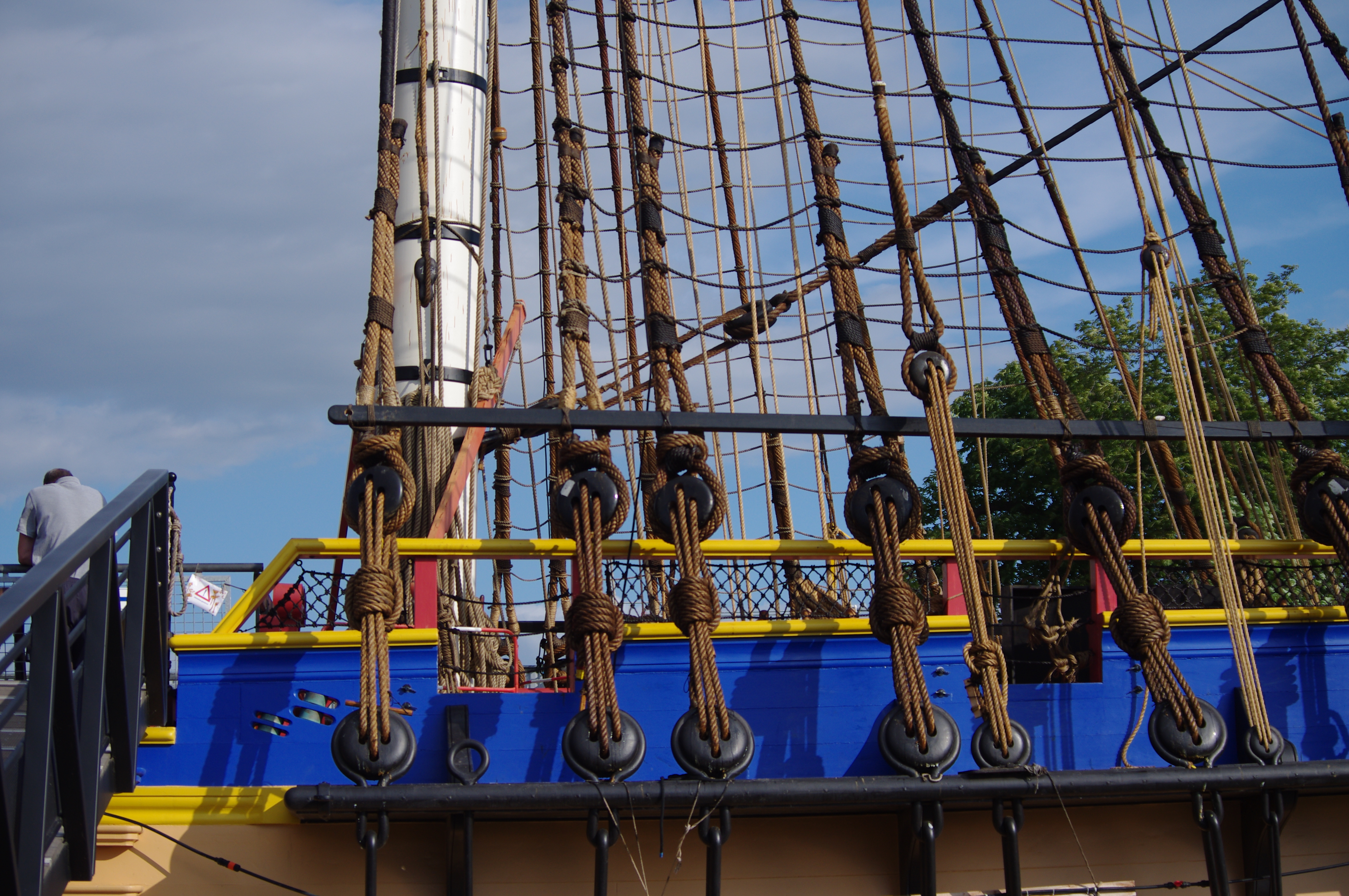
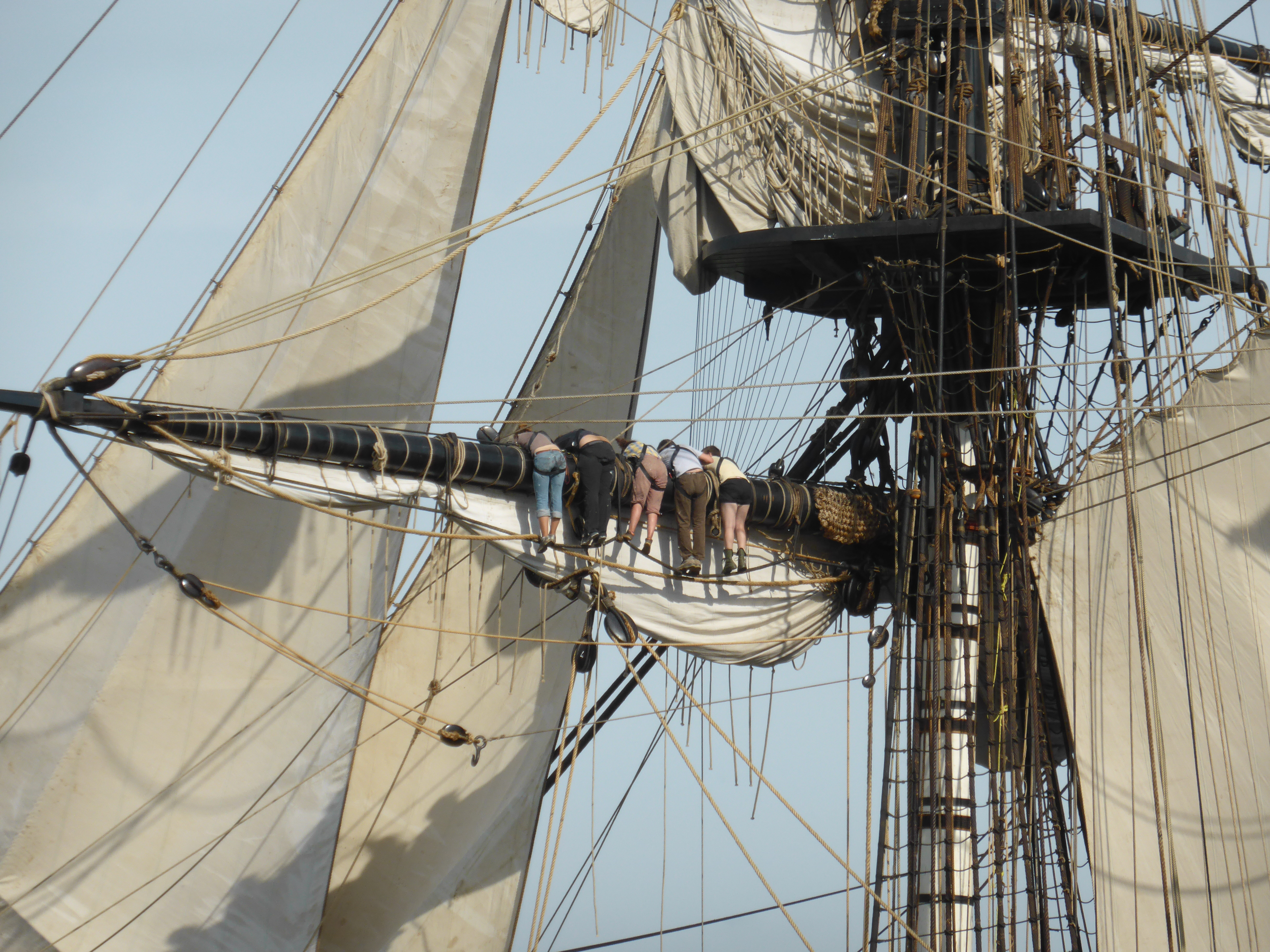
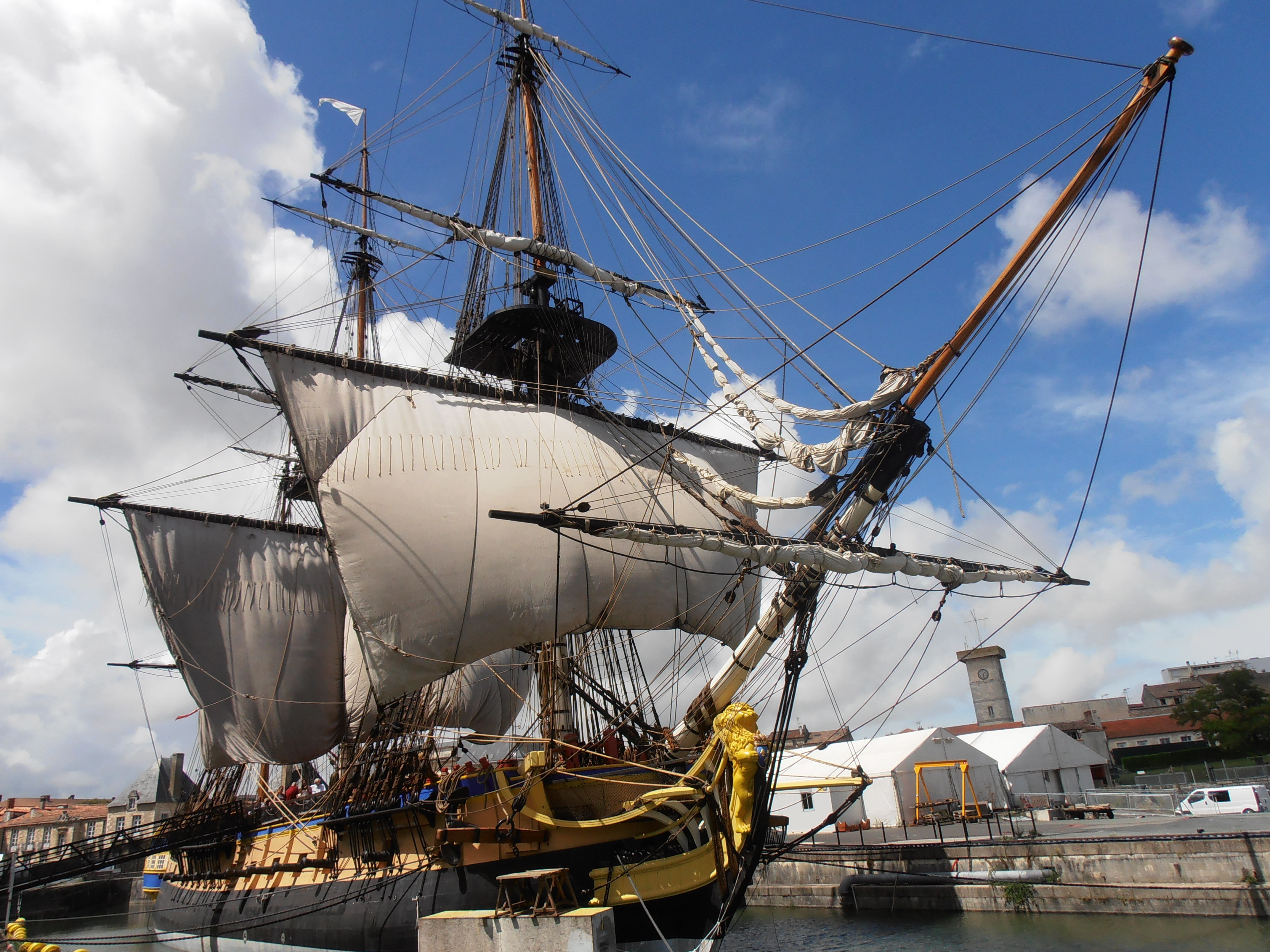
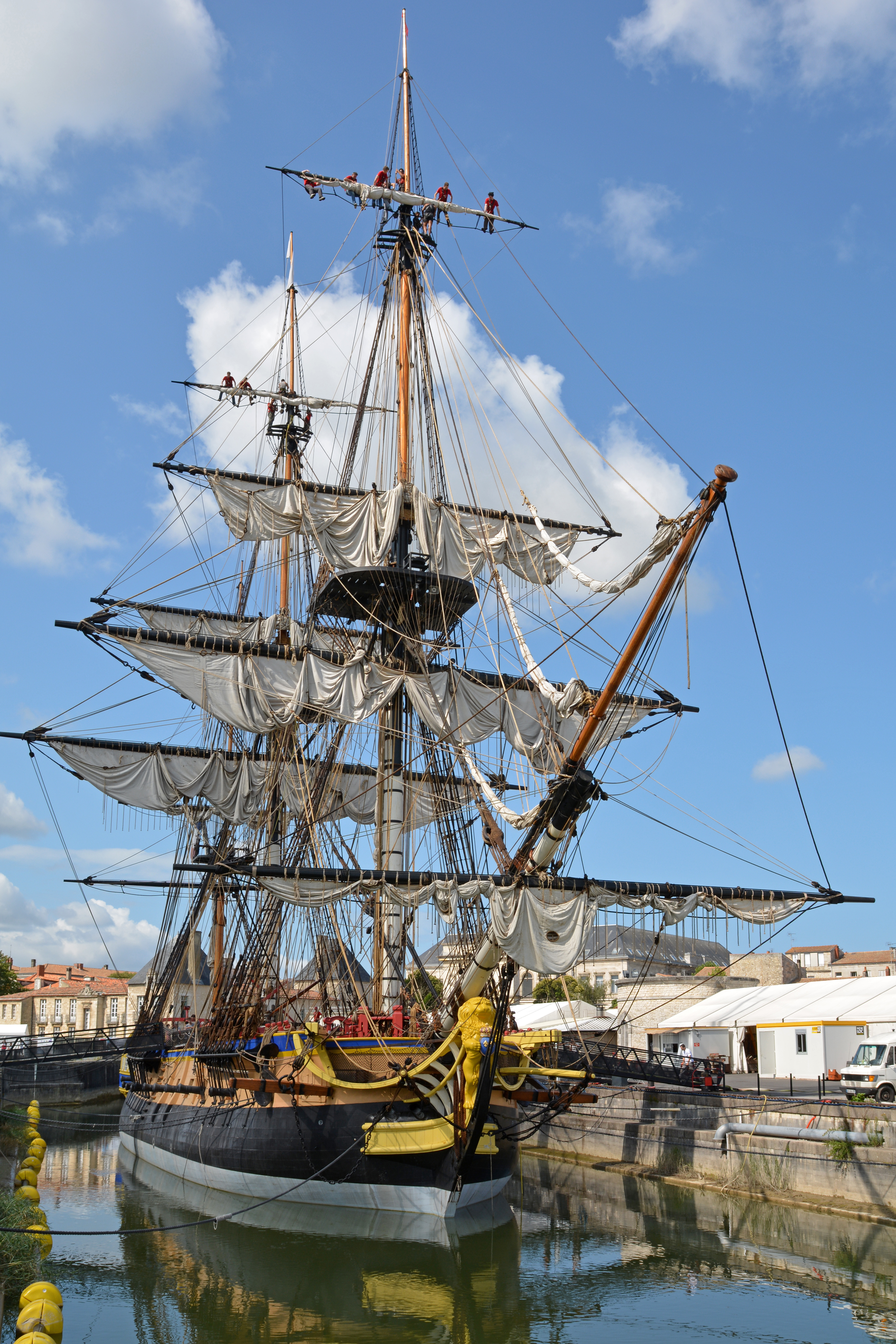
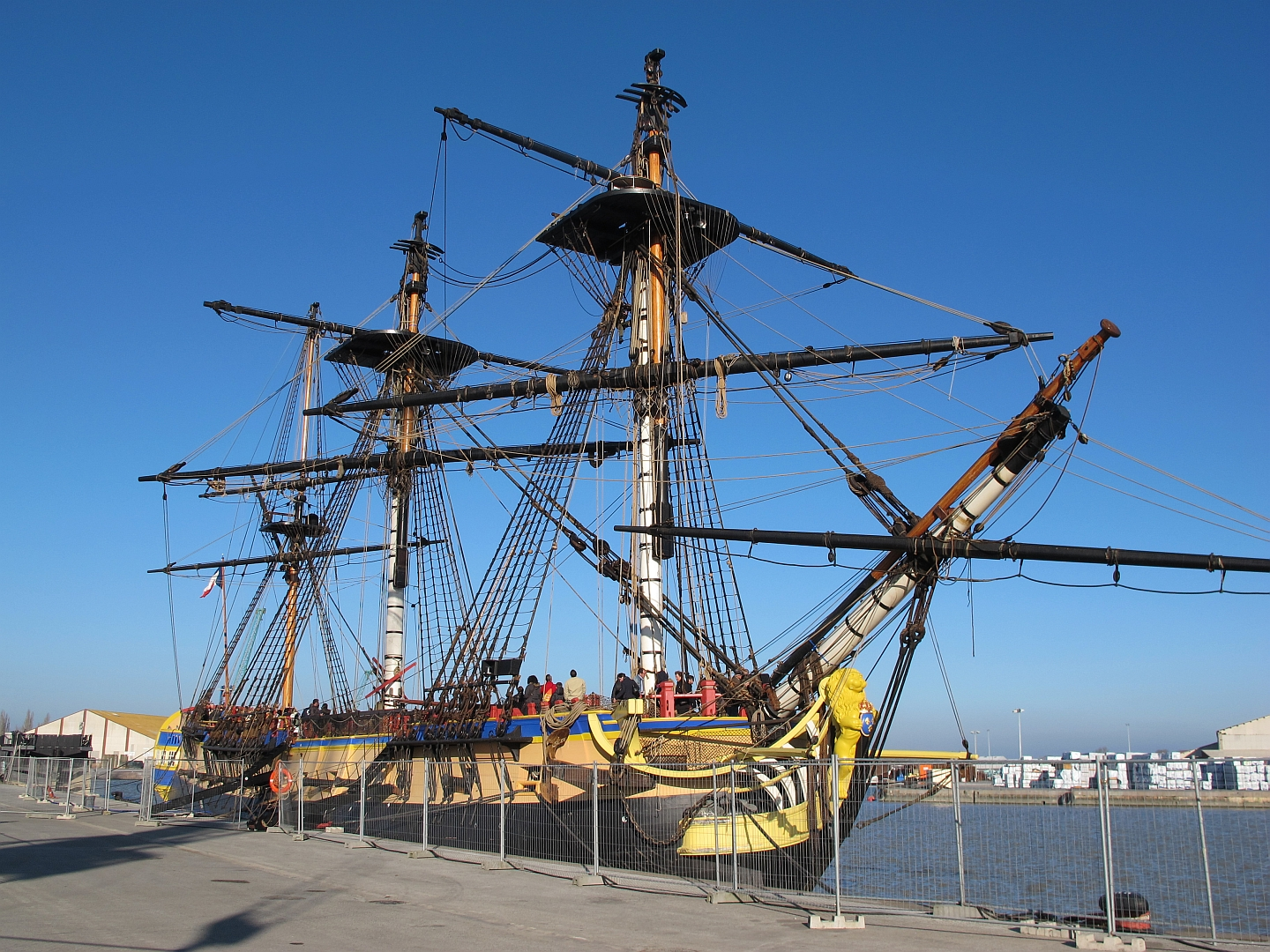

Fotos de la salida de la Hermione para su viaje inaugural a los Estados Unidos (18 de abril de 2015)
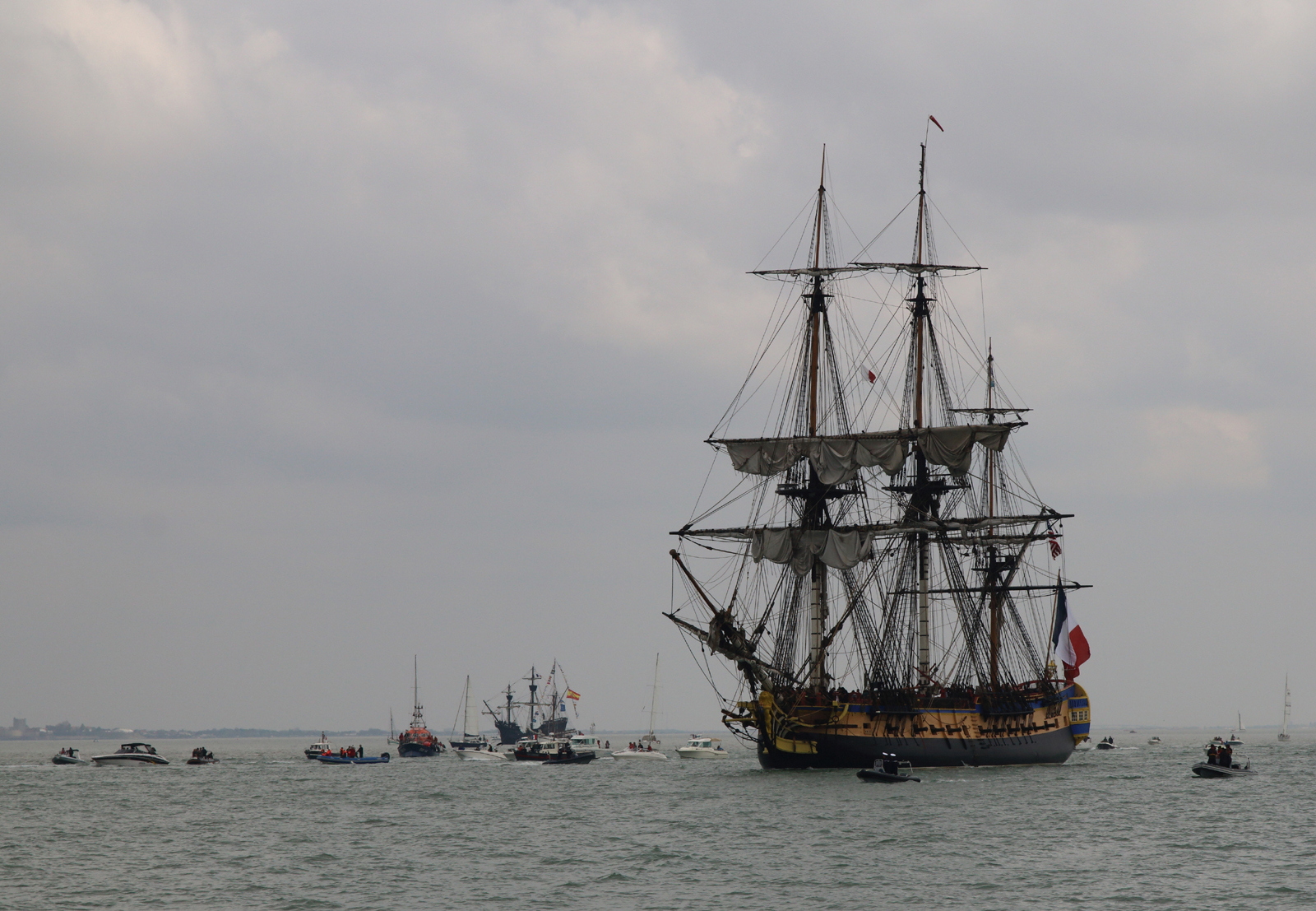
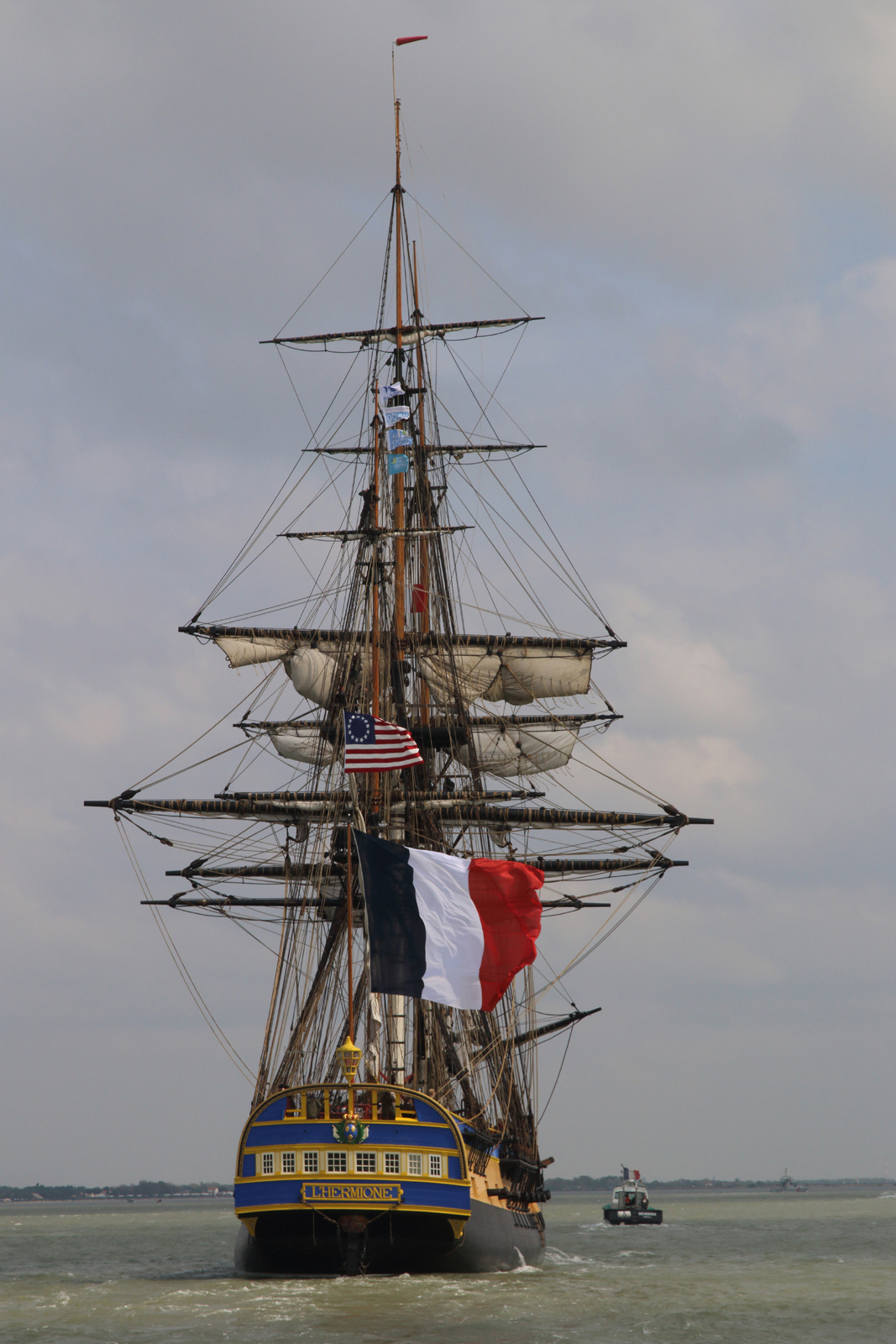
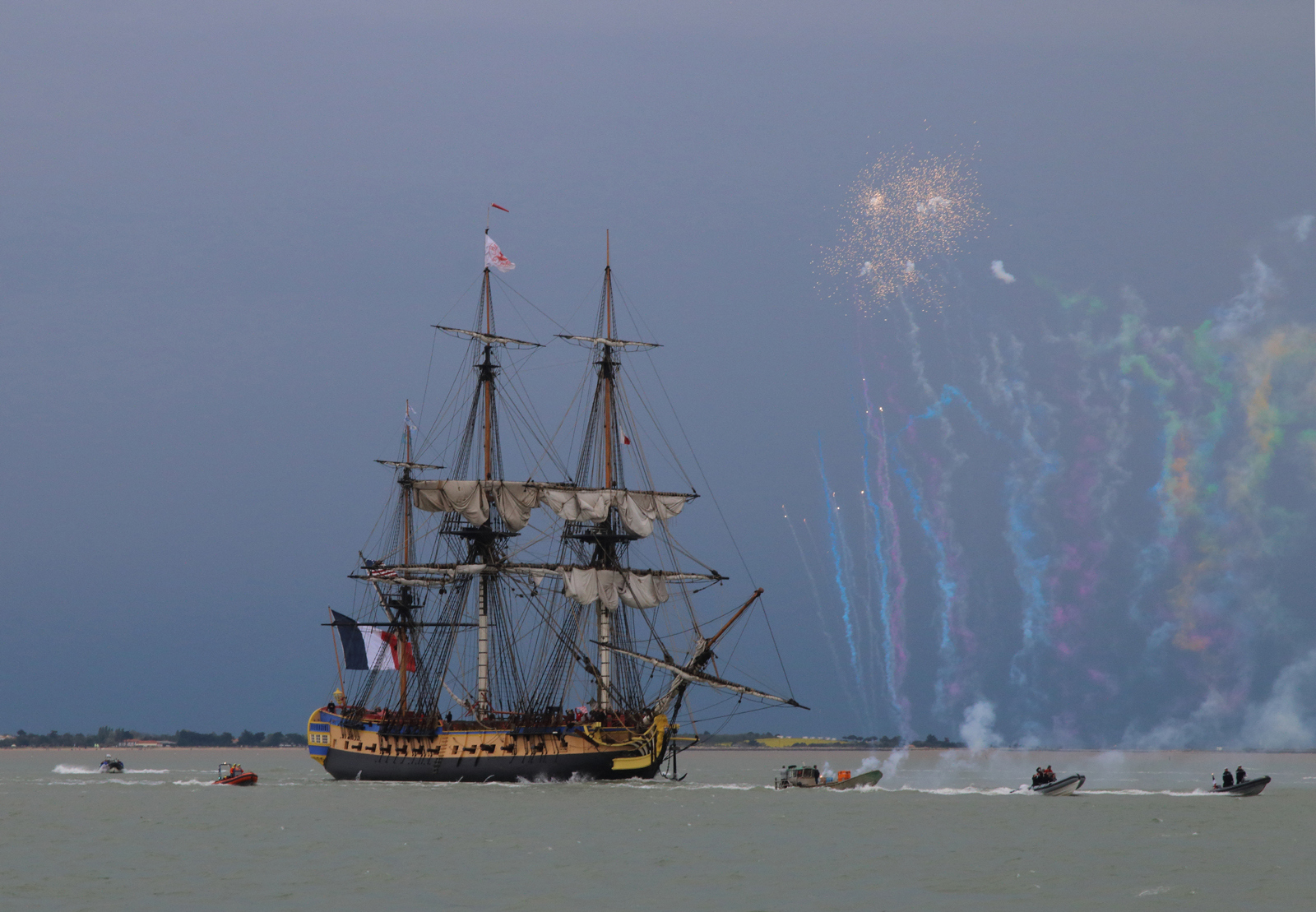
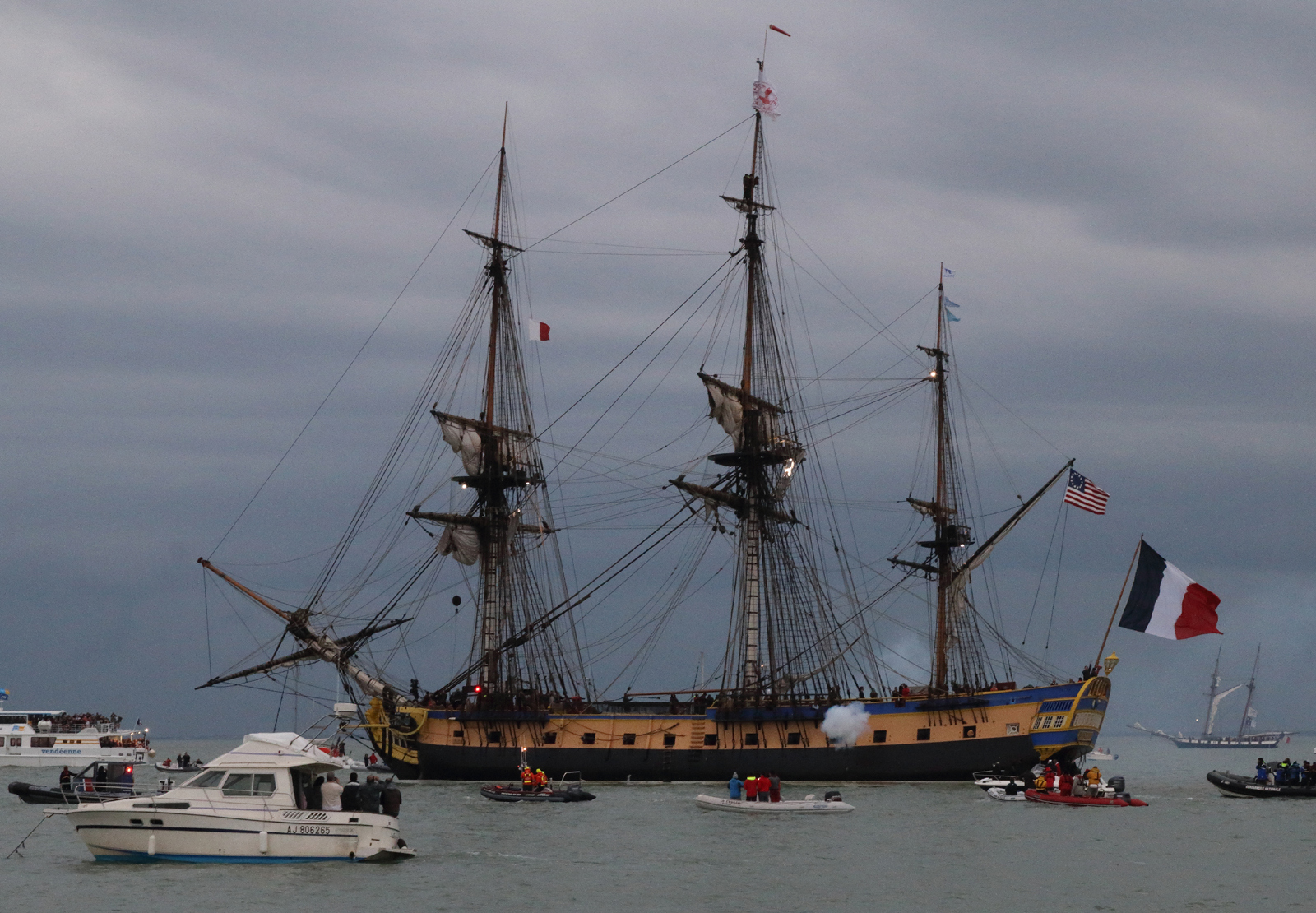

Foto de la Hermione durante su singladura por la costa este de los Estados Unidos (2015)
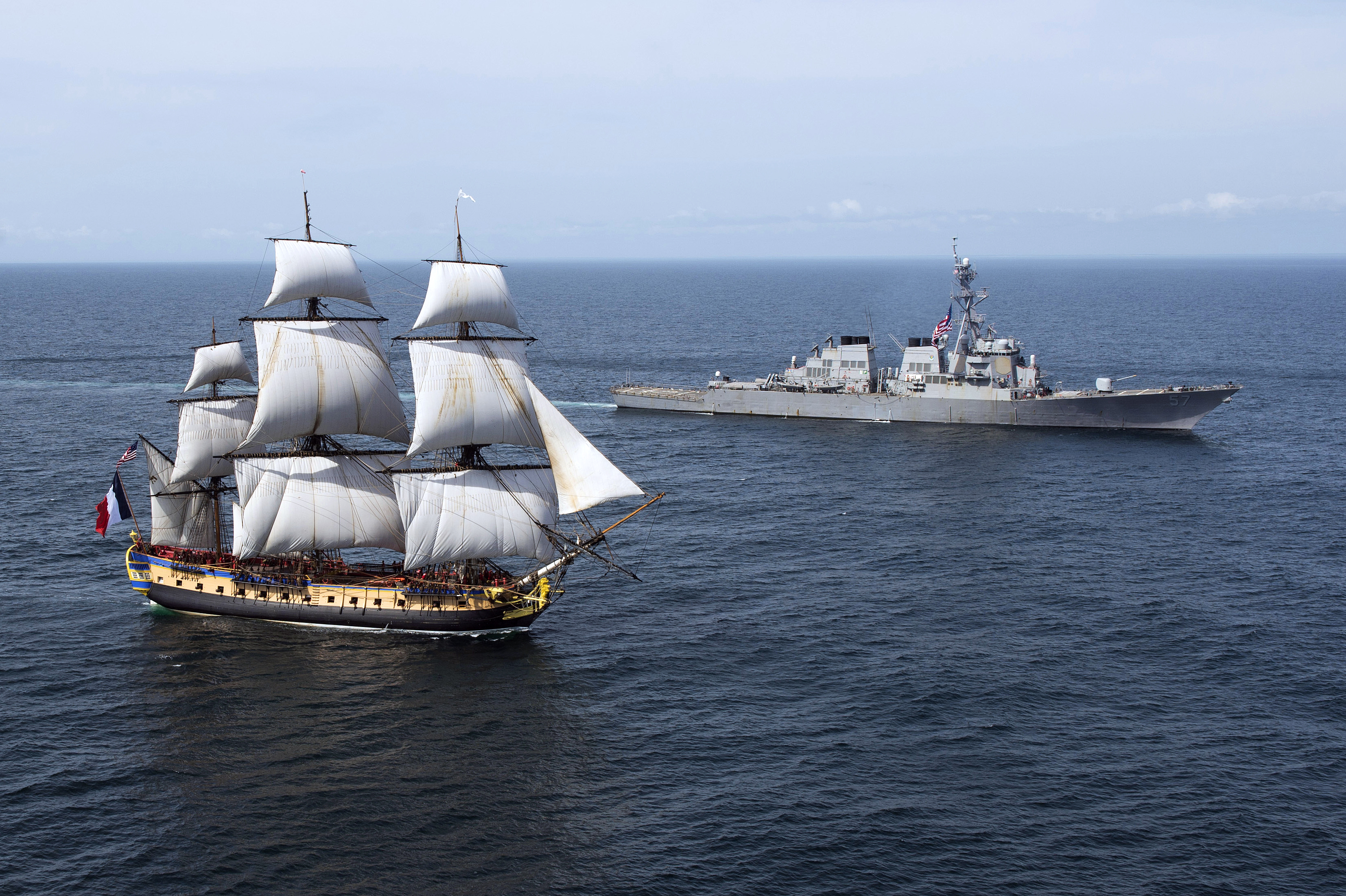

Fotos de la llegada de la Hermione a Brest (agosto de 2015)
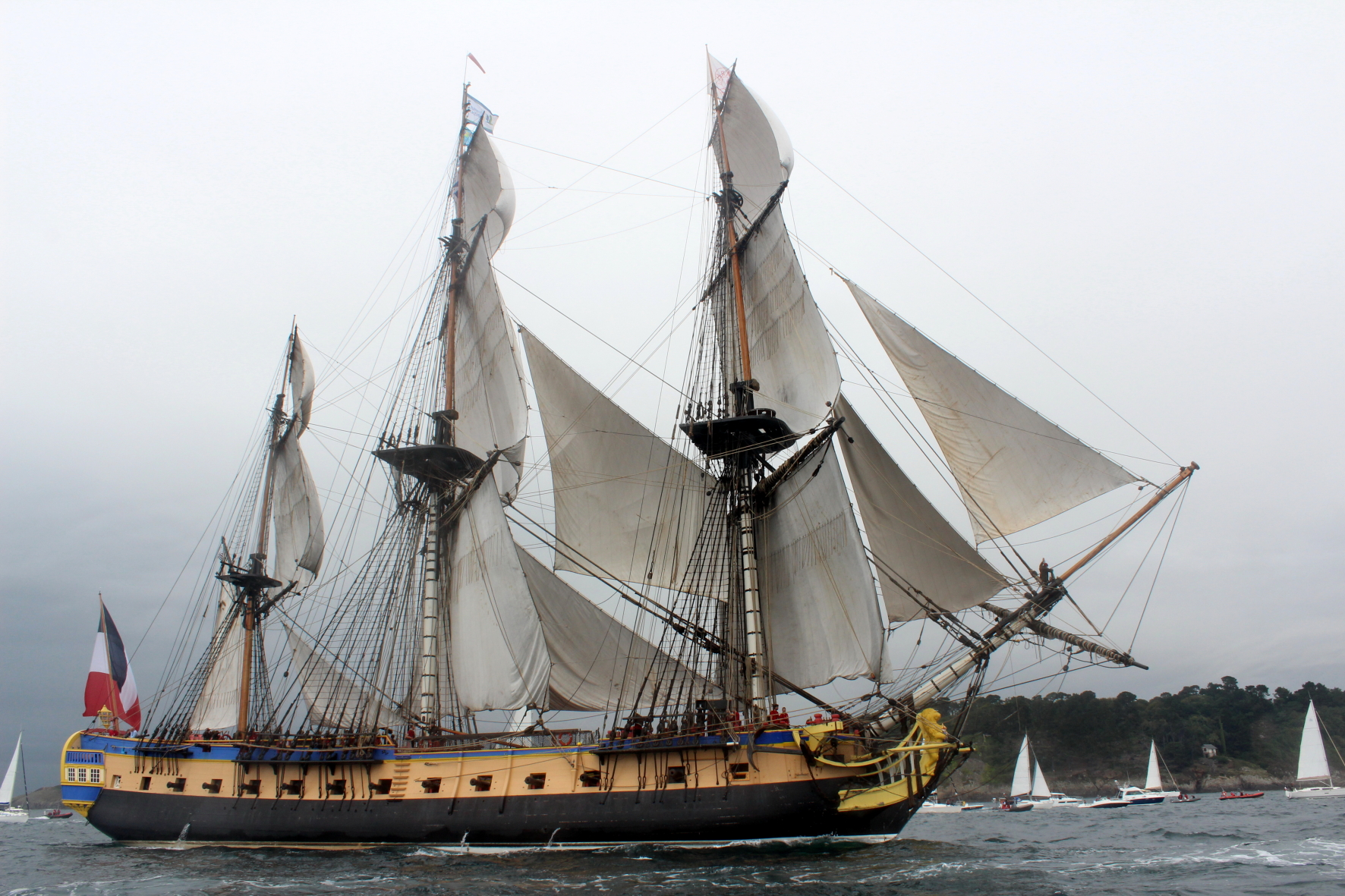
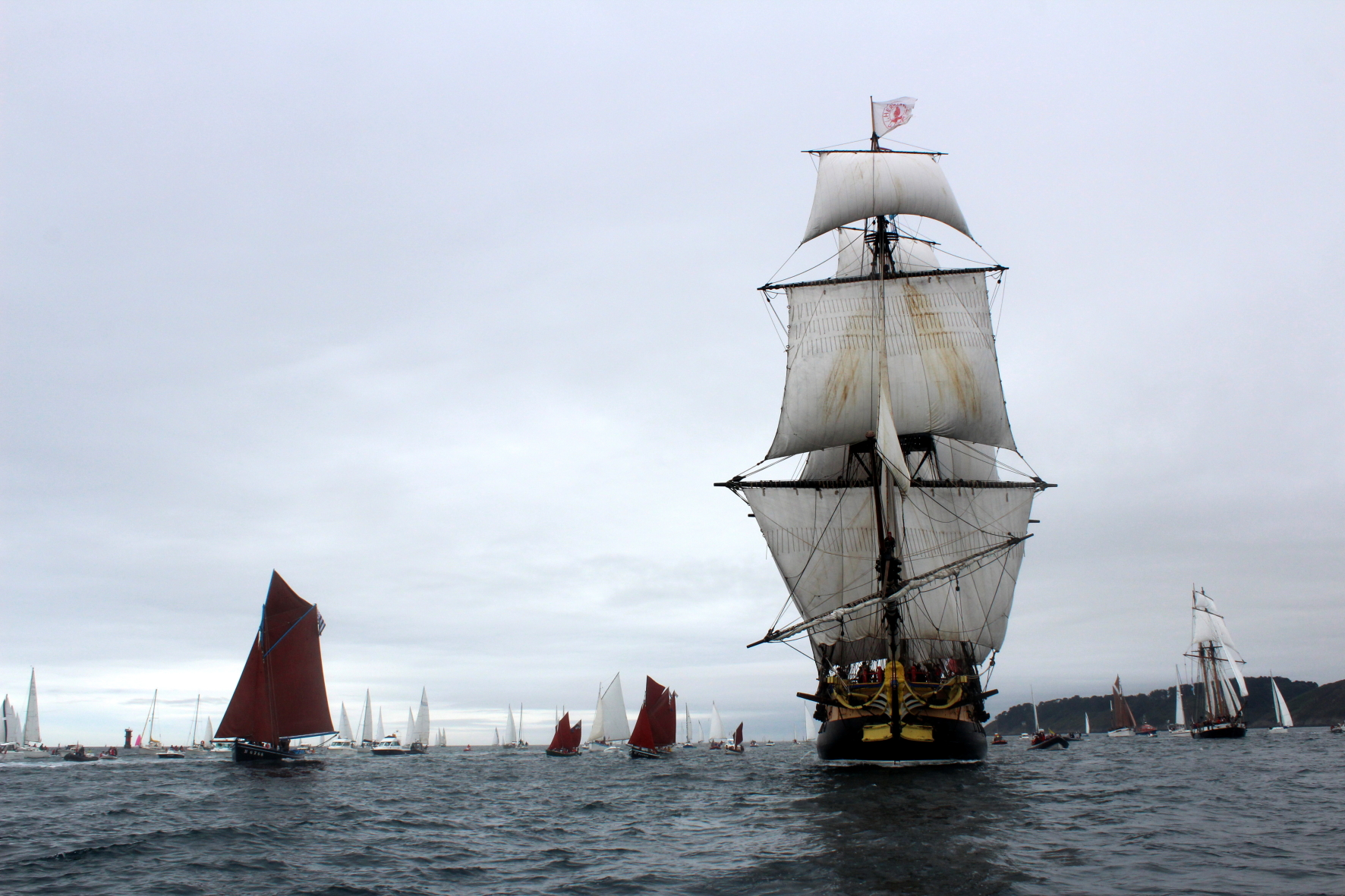
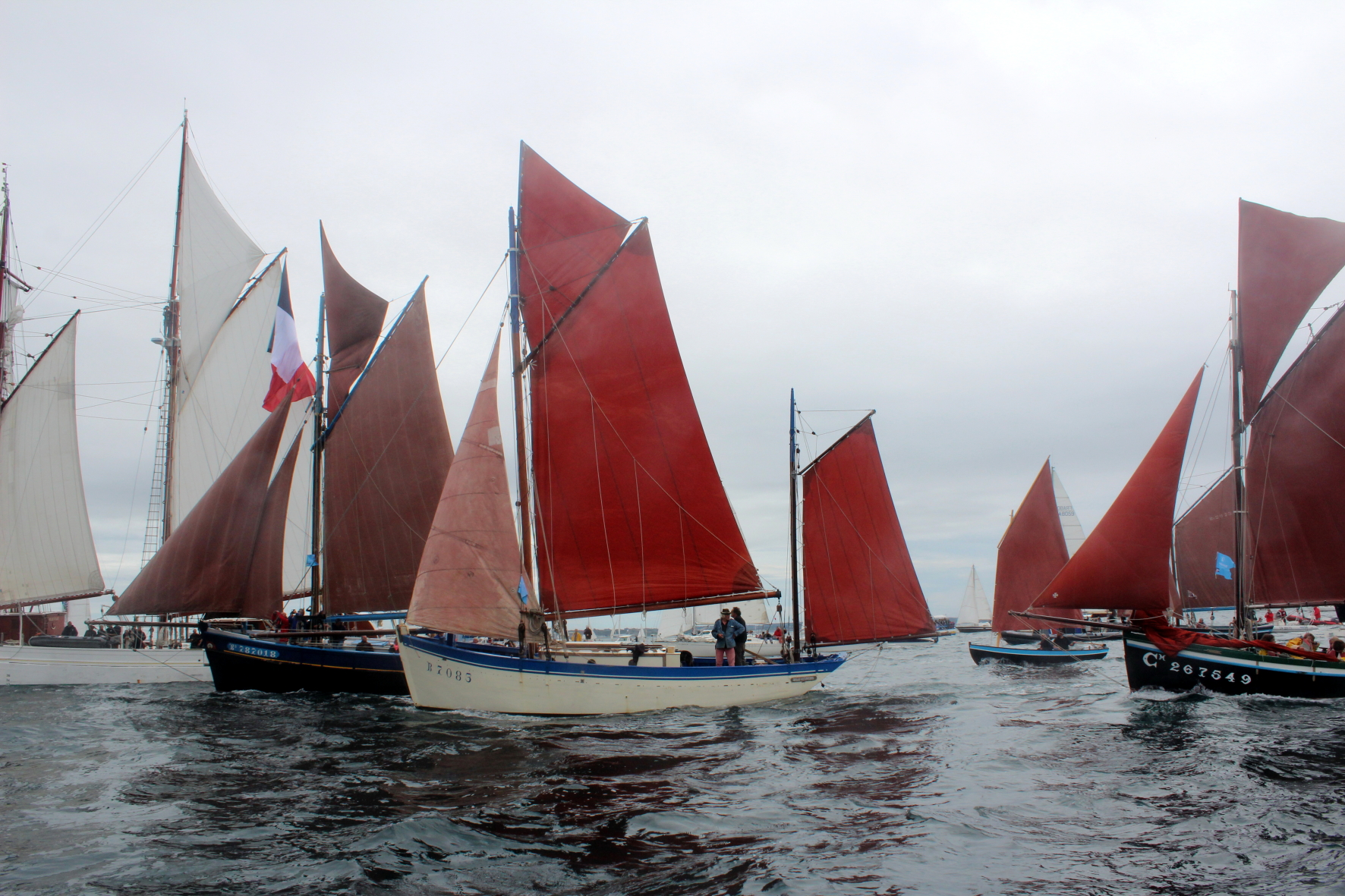
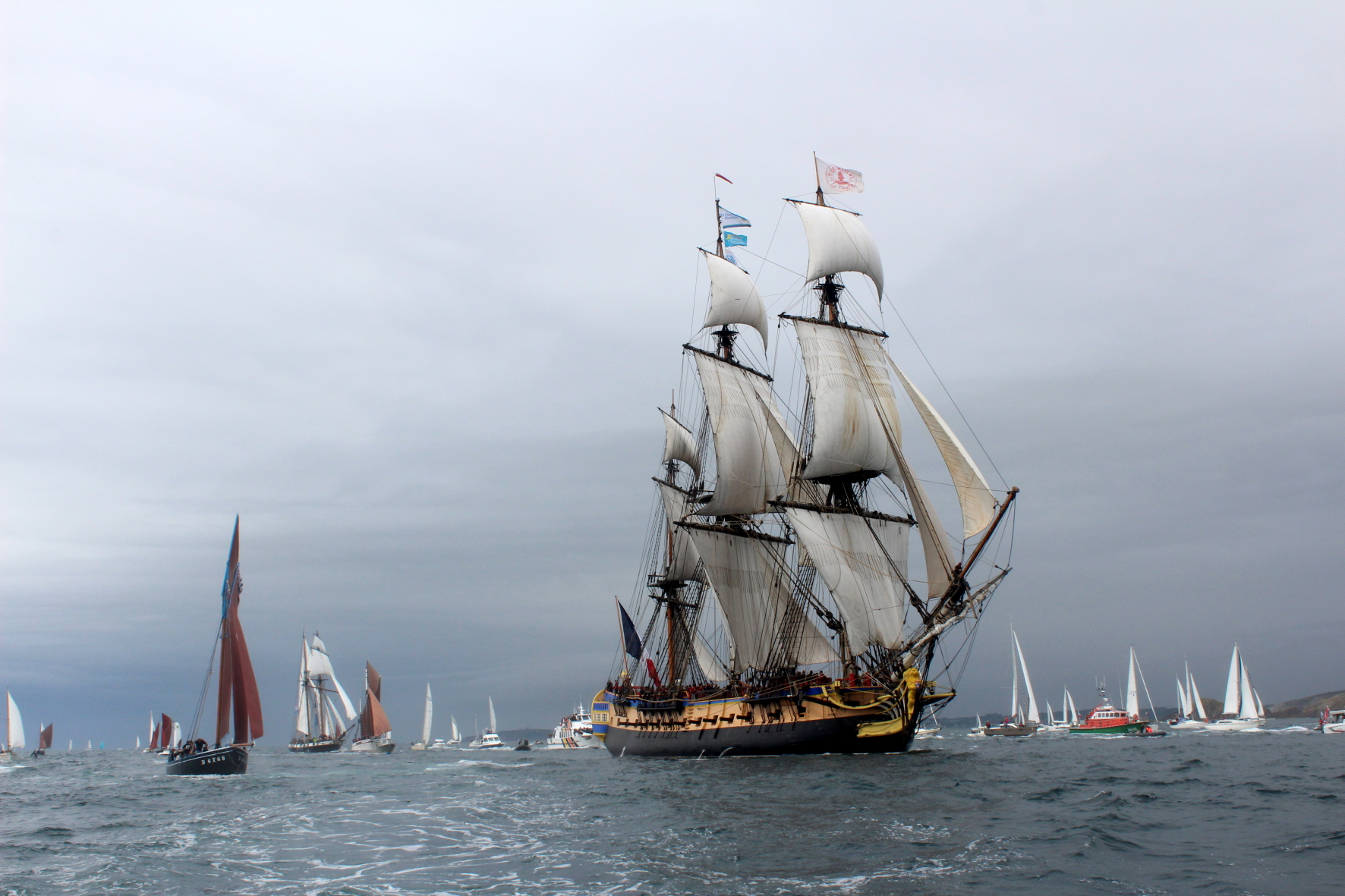